# Cygnus olor
Il cigno reale (Cygnus olor (Gmelin, 1789)) è un uccello acquatico appartenente alla famiglia Anatidae, originario dell'Eurasia ma introdotto anche in America del Nord, Oceania e Africa Meridionale.

## Descrizione
Il cigno reale è la specie di cigno più nota (particolarmente in Europa) e ne vengono spesso celebrate: l'armonia, l'estetica, l'eleganza e l'accortezza. Il colore preminente del cigno reale è il bianco, essendo bianco il piumaggio del busto, delle ali e del lungo collo (la zona del capo fra gli occhi e il becco è invece nera e priva di piume) e le zampe sono grigio-nere. Ha il becco superiore per la maggior parte di colore arancione - ad esclusione delle estremità, parzialmente nere - mentre la parte esterna di quello inferiore è prevalentemente nera. All'attaccamento del capo con il becco presenta sulla parte superiore di quest'ultimo una protuberanza nera, il cui sviluppo inizia pochi mesi dopo la nascita, che è generalmente di dimensione più pronunciata nel maschio che nella femmina (all'interno di una coppia) e variabile nella grandezza massima da esemplare a esemplare.
- Apertura alare:
  - Maschio: 240–275 cm
  - Femmina: 220–245 cm
- Lunghezza:
  - Maschio: 160–185 cm
  - Femmina: 140–165 cm
- Peso:
  - Maschio: 10,4 kg
  - Femmina: 8,4 kg

## Biologia

### Comportamento
È un uccello stanziale, molto legato al proprio habitat: solo le popolazioni che vivono alle latitudini più settentrionali si riuniscono in stormi per scendere a svernare nelle regioni dove il clima è più mite.
Il cigno reale è noto anche come "cigno muto" e in lingua inglese viene proprio chiamato in tal modo, "Mute Swan" poiché vocalmente silenzioso rispetto ad altre specie di cigni. Normalmente, infatti, emette solo versi gutturali poco udibili simili a gargarismi, raramente ad un volume percepibile a distanza dall'uomo. Questo fatto si presta a rendere facilmente fraintendibili o sottovalutate le sue reali condizioni e il suo umore (es. se quieto e sereno o invece bellicoso, se in salute o sofferente, etc.), di modo che a volte il cigno è costretto ad attaccare fisicamente chi, uomo o animale, ignora i suoi avvisi di stare alla larga.

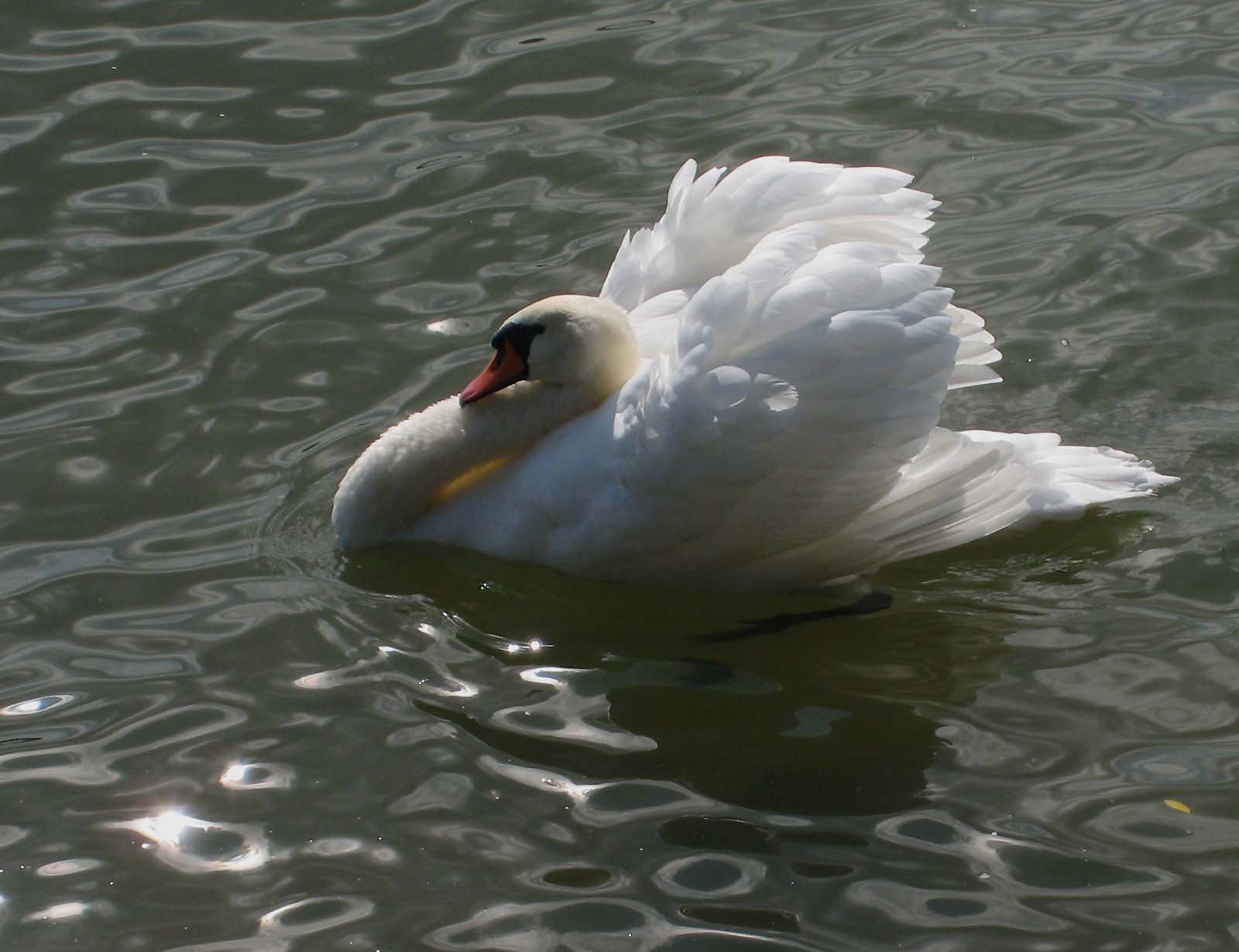
Cigno Reale fortemente in allarme

In genere quando si sente minacciato il cigno reale emette dei "soffi" all'indirizzo dello sgradito avventore, simili a quelli dei gatti quando rizzano il pelo in vista di una lotta e sempre similmente ai gatti contestualmente tende a ritrarre le ali aumentando visivamente di dimensione; altro segnale che il cigno reale è in stato di allarme viene dal suo eventuale ritrarre totalmente il collo appiattendo il capo fino all'attaccatura con il busto.
Quando è fortemente in allarme, ritrae completamente il capo fino a far combaciare totalmente il collo con il dorso; in tale circostanza gonfia anche le ali e il piumaggio del collo tende a diventare irto. Questo caratteristico aspetto "a barchetta" del Cigno in allarme viene ottenuto dall'animale spostando verso l'alto l'articolazione del gomito e mantenendo basso il carpo, in modo che il bordo esterno delle remiganti secondarie, che coprono l'avambraccio, sporga verso l'esterno assumendo l'aspetto di due piccole "vele", in una posa complessivamente di grande impatto visivo (ragion per cui - in tali circostanze - il cigno è spesso frainteso dall'osservatore umano, che affascinato dal dispiegamento esteticamente avvincente delle ali, non comprende lo stato di allarme e il potenziale pericolo che in realtà rappresenta).
Questo atteggiamento, che all'occorrenza può essere rivolto a propri simili, verso animali d'altra specie e anche verso l'uomo o suoi manufatti, prosegue spesso con il veloce avvicinamento del cigno - anche a balzi sull'acqua, quasi in volo - al "nemico" e termina con la fuga dello stesso o con lo scontro se questo manca d'allontanarsi; è pertanto opportuno ben intendere il significato del vedere un cigno in tale assetto e se è motivato dalla nostra presenza allontanarsi immediatamente, poiché probabilmente abbiamo invaso il suo territorio venendo per qualche motivo identificati come pericolosi (facilmente in relazione a fatti negativi a lui accaduti in precedenza in situazioni simili).

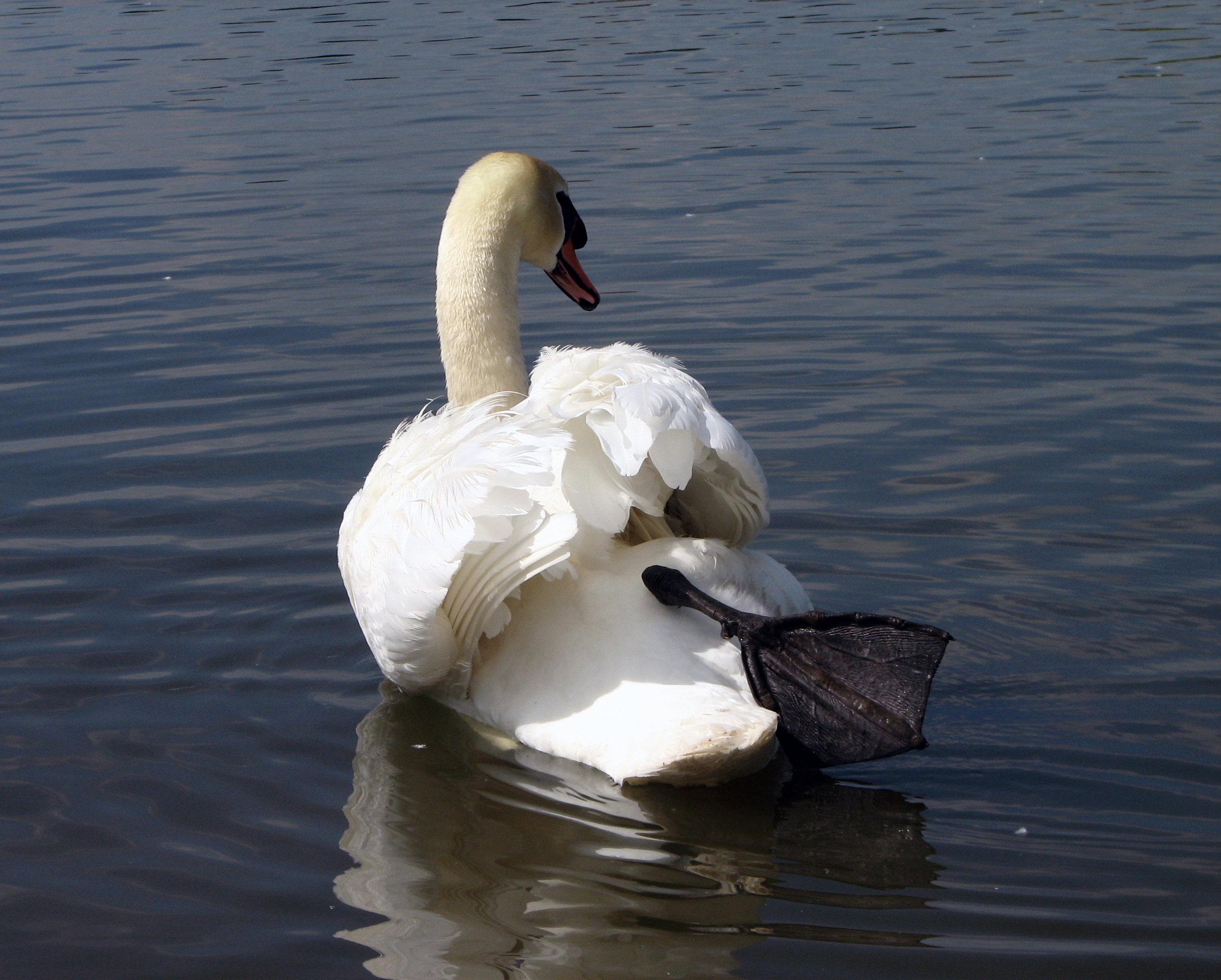
Cigno Reale in nuoto con la sola zampa sinistra e la destra a riposo sul dorso

Come gli altri cigni, il Cigno Reale spesso nuota con una zampa sola - di solito quando molto rilassato - ponendo l'altra sul dorso (dalla parte della zampa stessa) o tenendola piegata sotto il piumaggio dell'ala (sempre dello stesso lato).

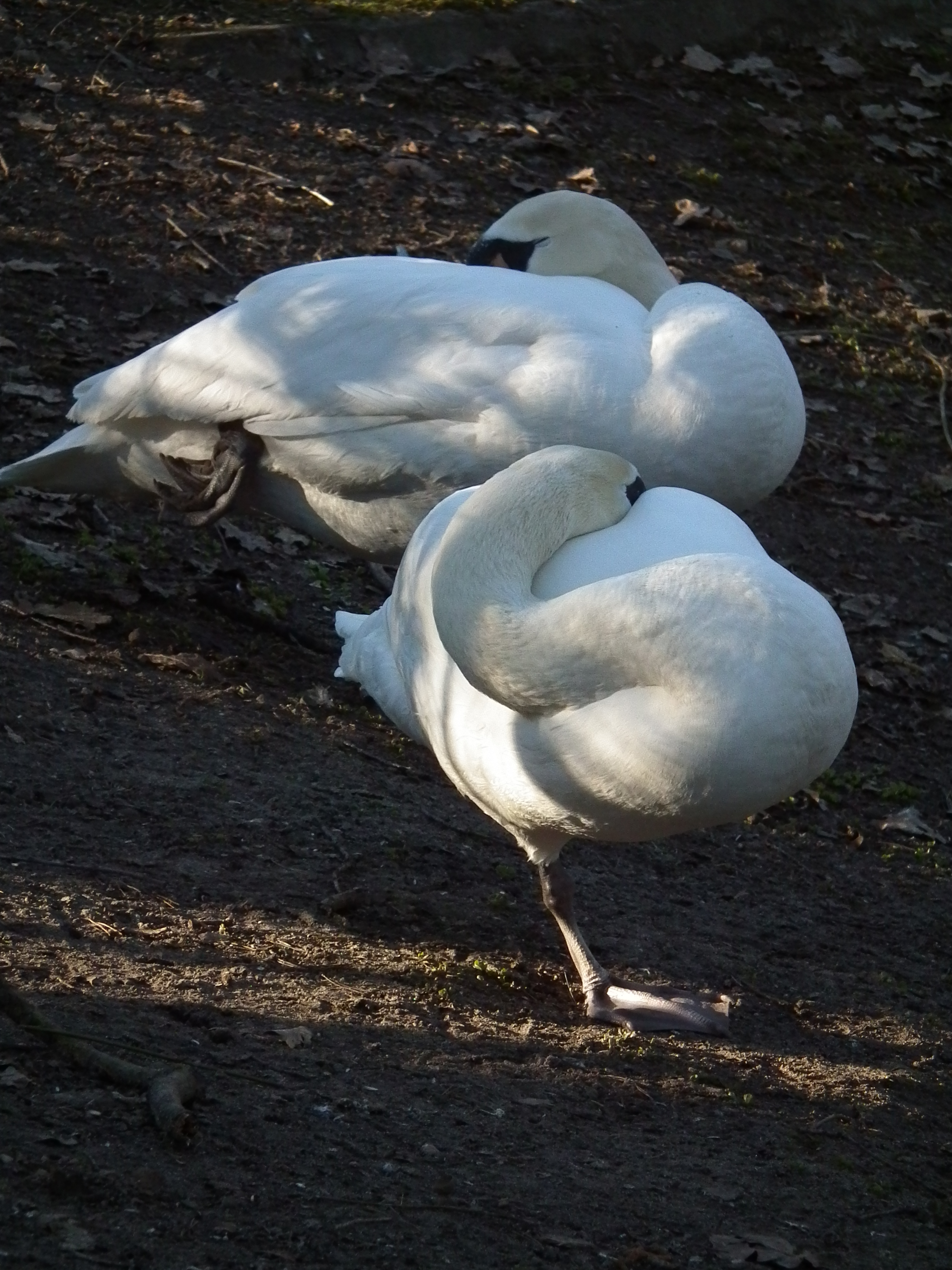
Coppia di Cigni Reali assopiti in piedi su una zampa sola.

In analogia con ciò, anche quando è in piedi, sulla terra ferma o in acque particolarmente basse, a volte il cigno staziona su una zampa sola, mantenendo l'altra nascosta sotto l'ala e in questa curiosa posizione può anche dormire; il più delle volte, tuttavia, dorme comunque accovacciato a terra o galleggiando in acque calme e sicure.
Nel camminare in acque basse e soprattutto sulla terraferma, è molto cauto e procede più lentamente di quanto potrebbe fare, ciò al fine di ben esaminare il terreno prima di calpestarlo, poiché caricare di slancio su una sola zampa (palmata) tutto il suo peso - come nel caso di un passo più spedito - lo esporrebbe al rischio di lesioni al tessuto adiposo tra le dita se posato su eventuali particolari asperità.
Come molti volatili e particolarmente i volatili acquatici quali gli Anatidi, il cigno reale dedica assidua cura alla pulizia del piumaggio, cosa molto importante poiché - oltre ad essere funzione utile per mantenere il corpo privo di sporcizia potenzialmente dannosa per la salute - comprende il rendere idrorepellente il piumaggio stesso; tramite la stesura con il becco e il collo di una secrezione oleosa prodotta dalla ghiandola uropigea, il cigno rende infatti le piume su cui è posata idrorepellenti, cosa che - particolarmente nelle stagioni fredde - ha importanza vitale onde evitare d'avere il piumaggio quasi costantemente inzuppato d'acqua (o peggio ancora ghiacciato in caso di temperature particolarmente basse); la stesura dell'olio rende inoltre le piume maggiormente consistenti e robuste, atte a sostenere gli sforzi cui sono sottoposte nel volo. Per poter svolgere l'opera di stendimento dell'olio idrorepellente (detta preening in inglese), il cigno ha bisogno di poter uscire completamente dall'acqua (o quantomeno far uscire totalmente dall'acqua tutte le parti di corpo coperte di piume - per esempio stando in piedi in acque molto basse) e potersi dedicare alla complessa operazione in luogo sicuro, generalmente sul bordo dello specchio d'acqua da lui frequentato, senza doversi interrompere per reagire a qualche pericolo; nello stendere la secrezione oleosa ha bisogno di poter attingere all'acqua con il becco, per diluirla o per pulire il becco dalle eventuali sporcizie rimosse.
Prima di procedere al preening, generalmente il cigno reale effettua una sorta di bagno preparativo, immergendo qualche volta il capo e tutto il collo disteso in avanti - come a voler andare a nuotare sott'acqua - per poi alzare il capo e il collo di scatto muovendosi leggermente in avanti, per far scorrere indietro l'acqua sul dorso. Meno frequentemente effettua invece un poderoso lavaggio, anche per diversi minuti, agitando ripetutamente le ali sull'acqua con vigore, capovolgendosi più volte su un lato ruotando sul dorso, per lavare così tutto il corpo; in tale circostanza l'osservatore può arrivare a preoccuparsi per il grande agitamento dell'animale, che può essere frainteso per una manifestazione di grave difficoltà o pericolo, ma un atteggiamento di questo tipo - normalmente - è invece privo di significato negativo.

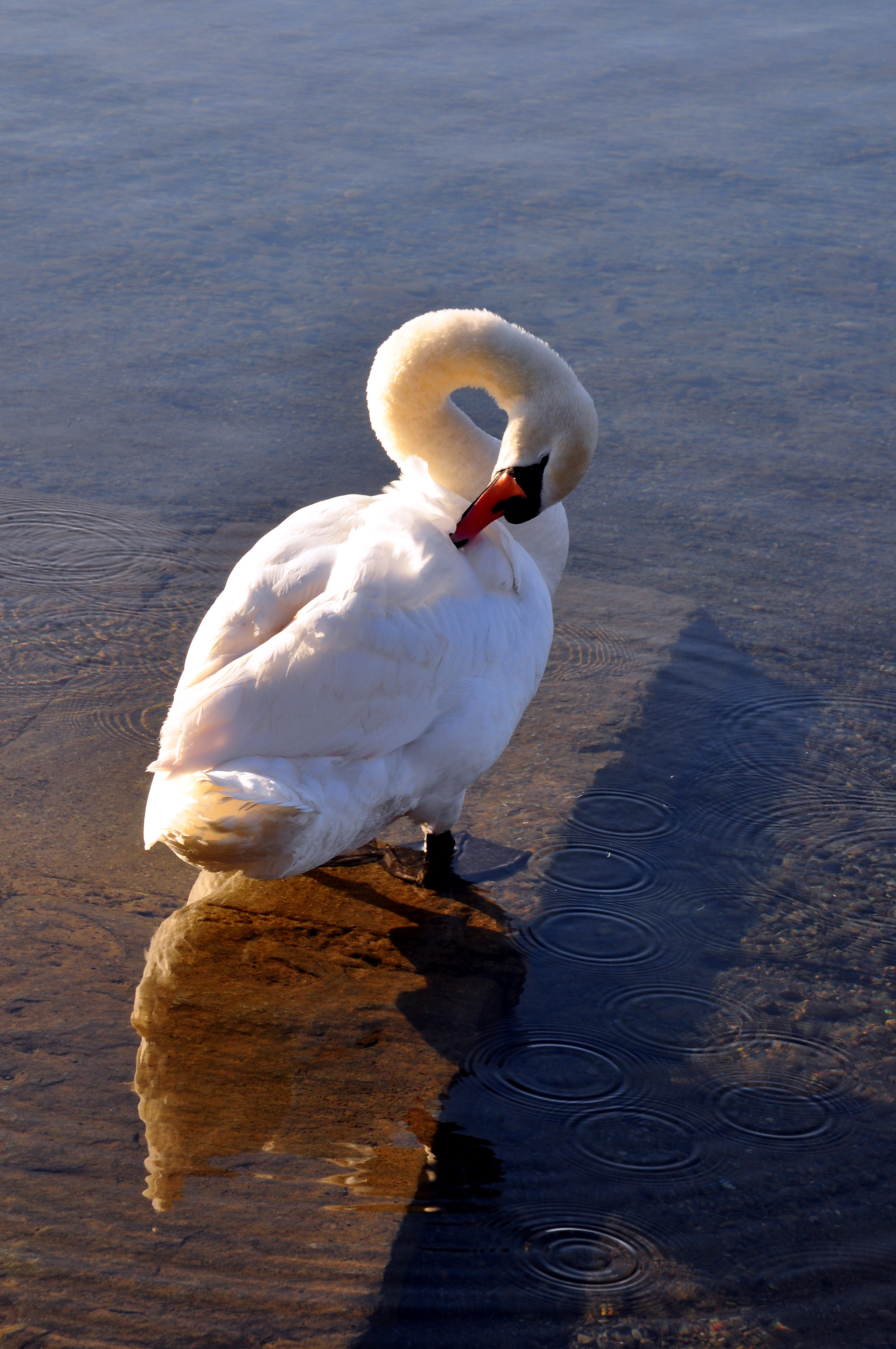
Cigno Reale, pulizia del piumaggio in piedi in acque basse

Per i cigni è molto importante poter liberamente uscire dall'acqua per stare all'occorrenza sulla terraferma, nonché il poterlo fare tramite terreno a fil d'acqua (o lievissimi pendii), senza esporre le zampe palmate a pericolose asperità o sottoporle a sforzi, senza doversi aiutare con le ali per salire qualche scalino o riva scoscesa (particolarmente quando per qualche motivo debilitati o con ali/piumaggio non in piena forma - ad esempio a causa della muta), ma potendo invece accedere agevolmente ad un luogo asciutto, luogo da cui - in caso di pericolo - possono quindi altrettanto agevolmente camminare speditamente in acqua, mettendosi al sicuro; per tali motivi è infatti facile vederli stazionare sulla riva degli scivoli per le imbarcazioni - quando mancano spiagge naturali - e sempre in ragione di ciò vengono eventualmente posizionate delle apposite rampe dove i cigni vivono in cattività.
Poiché ha una visuale frontale attenuata (dal becco e dal posizionamento piuttosto laterale degli occhi), quando vuole avere una visione ottimale di qualcosa tende a ruotare il capo in modo da rendere completa in tal direzione la visione di almeno un occhio, procedendo a volte nel cammino con una doppia visuale fronte-retro (per gestire la quale può chiudere un occhio alla volta per concentrare l'attenzione su una direzione sola). Sempre per questo motivo, nel cogliere il cibo dalle mani di qualche ammiratore, può involontariamente pizzicare le dita (essendo privo di denti parlare di morso è fuori luogo).
Altro sistema usato dal cigno reale e dai cigni in generale per migliorare la visuale frontale, è quello di inclinare molto il capo verso il basso, per poter così guardare in direzione orizzontale - o verso il basso vicino a sé - senza l'ostacolo visivo costituito dal becco e/o dalla protuberanza ad esso sovrastante, usando in questo caso entrambi gli occhi a vantaggio della messa a fuoco e della visione prospettica; questa posa tende a dare ai cigni un'espressione accigliata, coerente del resto con la loro concentrazione nell'osservare qualcosa o qualcuno con particolare attenzione e con l'essersi messi in guardia da un potenziale pericolo.
La caratteristica protuberanza nera posta sopra il becco degli esemplari adulti varia di dimensioni durante l'anno, arrivando ad essere più consistente nel periodo attiguo a quello della nidificazione, per attenuarsi in seguito; tuttavia, una forte diminuzione delle dimensioni della protuberanza in un esemplare adulto - al punto di apparire di dimensioni simili a quella di un giovane esemplare dal piumaggio ancora per lo più grigio (in cui la protuberanza è ancora in formazione) - è invece irregolare ed indice di un deperimento dell'animale, che sarebbe bene sottoporre al controllo di un veterinario competente onde individuare e risolvere le cause della debilitazione.
Nel caso di scontri tra cigni, può capitare che la protuberanza subisca ferite anche estese, che in genere comunque si rimarginano autonomamente nel giro di alcune settimane, lasciando segni visibili anche per diversi anni.
Per prendere il volo ha bisogno di ampi specchi d'acqua senza ostacoli intorno, dove poter prendere la rincorsa quasi correndo sulle acque e da dove alzarsi gradualmente in volo. Nell'atterrare (ammarare), a volte può effettuare un giro di ricognizione dello specchio d'acqua per verificarne la necessaria profondità (al contatto con l'acqua in ammaraggio vi affonda in parte con le zampe usate quali "pattini"), la mancanza di ostacoli o pericoli e l'idoneità del luogo a consentire una futura ripartenza. Quando le circostanze lo richiedono e soprattutto lo permettono, può anche prendere il volo ed atterrare su terraferma.
Molto caratteristico è lo scambio di effusioni interne alla coppia di cigni, come i rituali di corteggiamento e accoppiamento (che avvengono in acqua). Al contrario un altro comportamento molto particolare da parte di due cigni chiamato rotation display, consistente in movimenti di nuoto ravvicinato quasi identici e sincronizzati - facilmente comparabili ad una danza - con i due esemplari che ruotano ognuno su se stesso muovendosi insieme (tenendo il collo le ali nella stessa posizione di quando sono in massima allerta), non sarebbe parte dei rituali di corteggiamento, bensì avverrebbe da parte di due maschi potenzialmente antagonisti, che con tale metodo stabiliscono invece gerarchie e territori attigui in cui convivere senza scontrarsi; dopo qualche minuto, ma più spesso anche dopo molte decine di minuti, la particolarissima forma di dialogo normalmente si conclude infatti positivamente, con i due cigni che si allontanano l'uno dall'altro senza dar luogo ad alcuno scontro. Tale rituale potrebbe anche essere una sorta di sfida o prova di forza tra i due cigni, durante la quale ciascuno valuta se stimare l'altro quale suo pari e non ostile, anziché inferiore da mandare via oppure pericolo da affrontare o da cui fuggire.
Il cigno reale è anche noto per la particolarissima sonorità prodotta dal volo, udibile anche a grande distanza in caso di stormi.

### Alimentazione

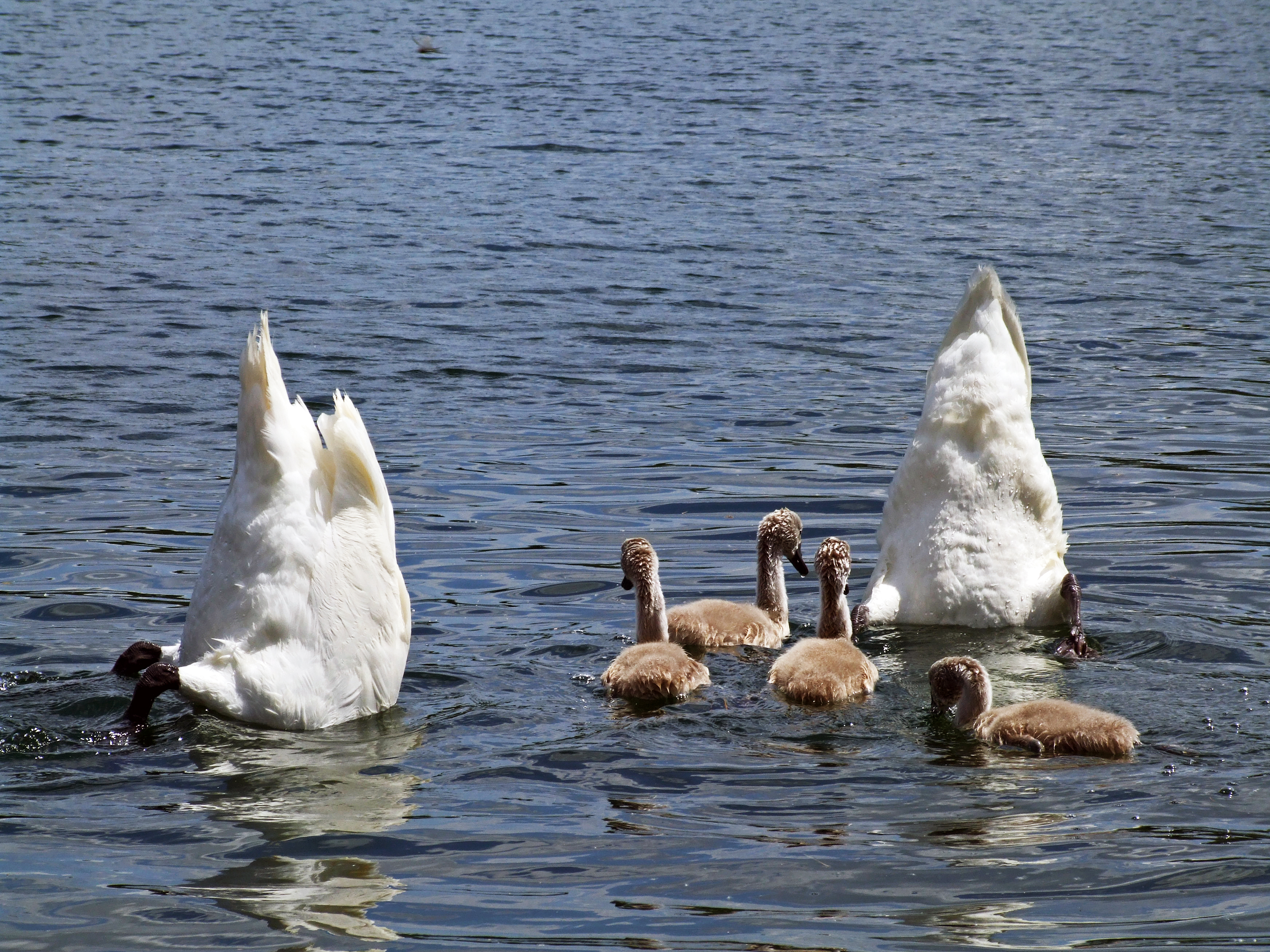
Genitori portano in superficie per la prole il cibo presente più in profondità

I cigni sono sostanzialmente erbivori, nutrendosi in natura di piante acquatiche ed erbe dei terreni adiacenti agli specchi d'acqua da loro frequentati, così come di talune foglie della vegetazione limitrofa.
Qualora si voglia fornirgli alimentazione, gradiscono: insalata a foglia larga (es. lattuga romana), patate lessate, pastoni di cereali idonei e mais spezzato per volatili.
Il cibo dovrebbe essere gettato sull'acqua, in modo che possano nutrirsene inghiottendo sempre acqua con esso, ammorbidendolo; mai dare a cigni cibo in grossi bocconi o senza risorsa d'acqua in cui il cigno possa ammorbidirlo; mai fornire pane ammuffito o avariato. Mai fornire pane o similari a cigni appena nati o in loro presenza a cigni già cresciuti (poiché i cigni appena nati potrebbero letalmente emulare il nutrirsene dei più grandi). Evitare crackers salati e altri similari snacks salati.
Nutrirli a terra è inopportuno, poiché incoraggia i cigni a lasciare l'acqua ogni volta che vedono le persone, il che può esporli a pericolo; più sovente si crea una mangiatoia a bordo dello specchio d'acqua o si mette il cibo su un'apposita ciotola galleggiante.
Si vedano anche le informazioni al riguardo per il genere Cygnus e per le varie altre specie di Cigno che ne sono parte.

### Riproduzione
A seconda della coppia, la deposizione delle uova inizia con l'arrivare della primavera per concludersi anche a maggio/giugno; la femmina depone mediamente dalle 5 alle 7 uova che vengono covate prevalentemente da lei - con la collaborazione del maschio - per circa 34/38 giorni. Il periodo di schiusura/nascita dei cignetti è variabile quindi tra maggio e luglio a seconda di quando è terminata la deposizione di tutte le uova (ovvero in base a quando è iniziata la cova).

Il nido viene precedentemente realizzato con la sovrapposizione a incastro di rami secchi, giunchi e arbusti vari, in acque basse, calme e di livello sostanzialmente stabile, nelle vicinanze o a ridosso della riva (a volte sfruttando rilievi immediatamente adiacenti, da cui poter accedere comunque direttamente all'acqua), nelle insenature tra i canneti o in altre zone con fondali bassi, in luogo in ogni caso difendibile nei confronti di animali predatori e ostile a loro agguati, generalmente appartato e immune alle normali potenziali variazioni del livello e del corso delle acque. 

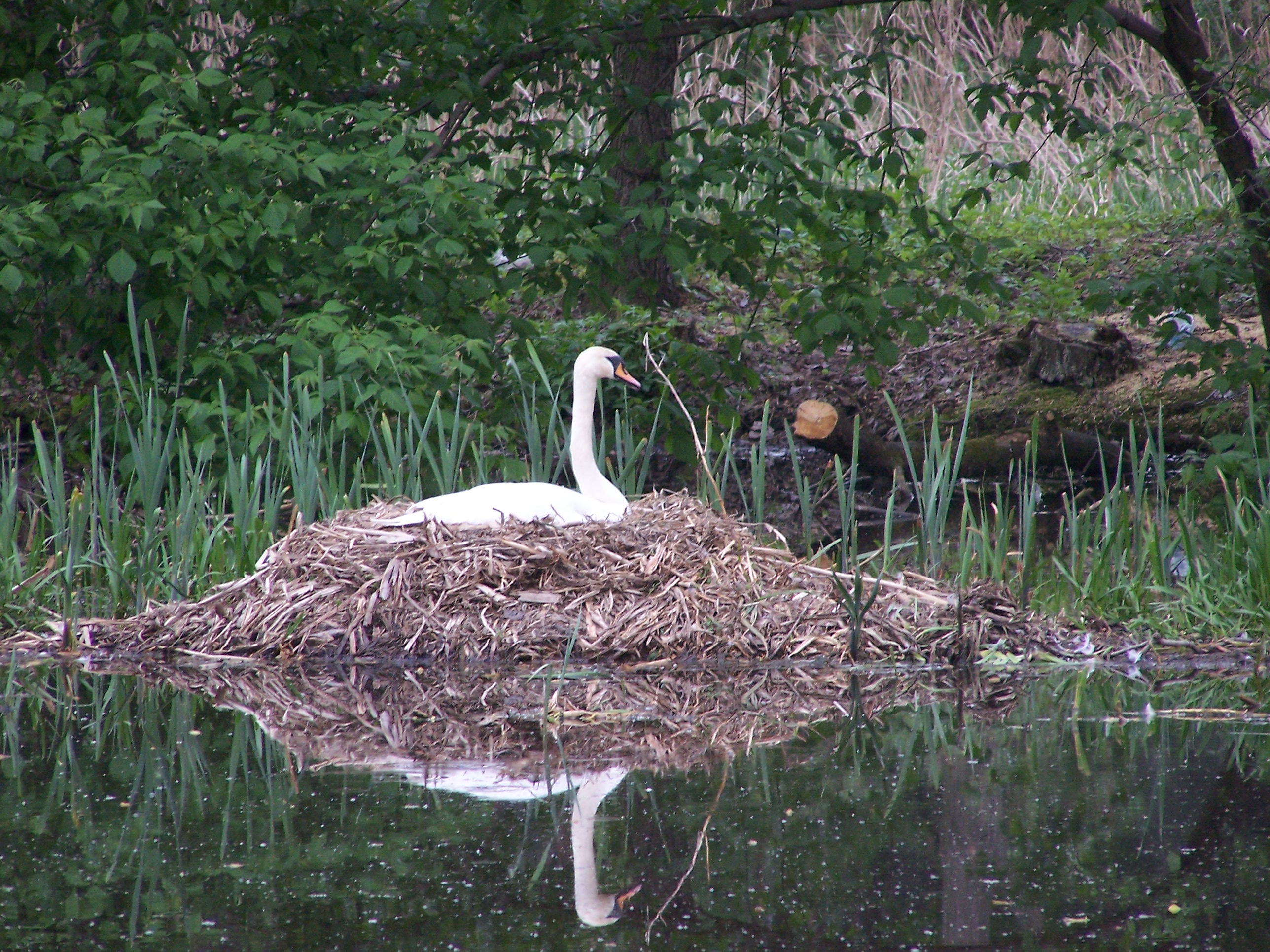
Nido di Cigno Reale

I rami secchi e gli arbusti vengono disposti a formare un solido e robusto accumulo su una superficie complessiva tale da far sovrastare adeguatamente la sommità rispetto al livello delle acque (generalmente più di mezzo metro), con un incavo in cima - il cui fondo resta così ampiamente sovrastante rispetto alle eventuali acque sottostanti - che viene infine guarnito con parzialità di piume, in modo da rendere la superficie della nicchia in cui poi verranno deposte le uova adeguatamente morbida e predisposta a mantenere il calore corporeo effuso nella cova.
Nel realizzare la struttura, i rami e gli arbusti vengono incastrati tra di loro - fin dal basamento, sfruttando anfratti di massi, radici e ogni possibile ancoraggio - onde evitare che ad un eventuale aumento delle acque il nido prenda a galleggiare o a sfaldarsi; per tale motivo la superficie su cui viene costruito necessita d'essere tutt'altro che liscia o priva di elementi utilizzabili per incastrare i primi rami al suolo (no lastre di roccia, superfici coese costruite dall'uomo). Il grande diametro del nido dei cigni è dovuto al fatto che i bordi sono realizzati con una pendenza volutamente lieve in almeno un punto, per permettere su quel lato la salita e la discesa dal nido dei genitori nel corso della cova - e dei cignetti una volta nati.
Il realizzare il nido in modo che sia circondato dall'acqua, a tratti anche più profonda di quanto auspicabile per il nutrimento, costituisce per la coppia di cigni il modo per potersi avvalere al meglio delle proprie prerogative di difesa (contro eventuali sgraditi avventori) anche durante il periodo di cova. Talvolta il nido viene realizzato sulla terraferma adiacente alla risacca, ad esempio in caso di colonie di più coppie in riserve naturali protette o dove la sicurezza del luogo sia comunque implementata da altri fattori in sostituzione della protezione naturale costituita dalla realizzazione in acqua (es. tutela dell'uomo, recinzioni, area raggiungibile solo dalla riva etc.).

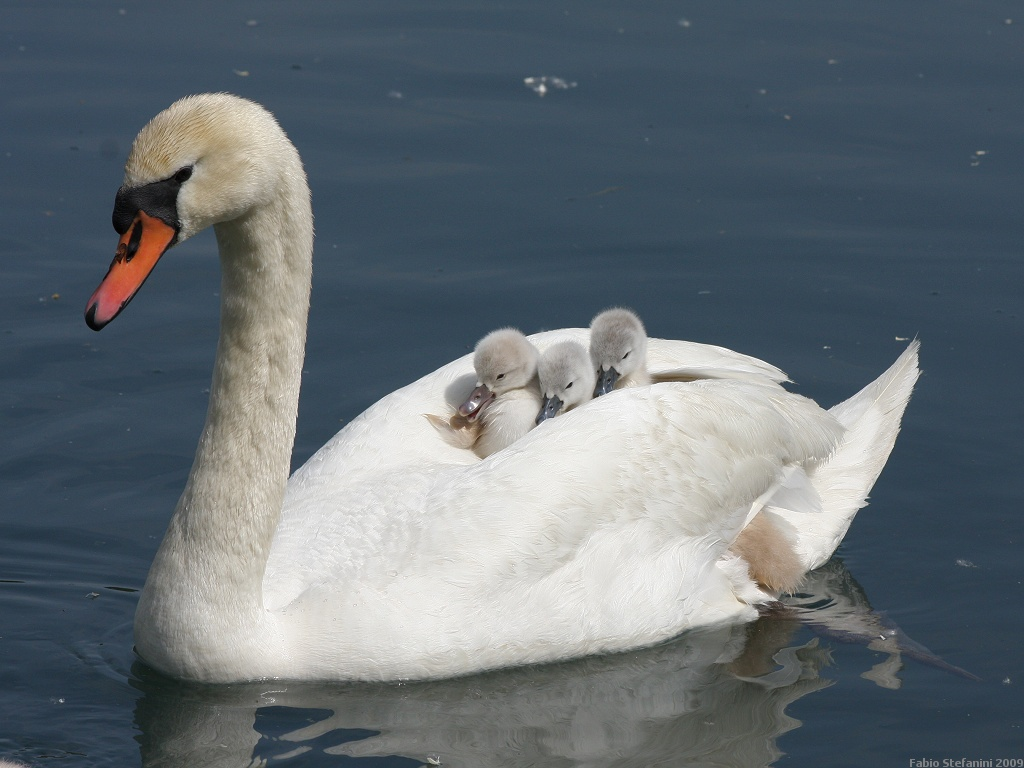
Femmina di Cigno Reale con cignetti sul dorso

A seguito della schiusura delle uova i cignetti permangono nel nido pochi giorni - a volte poche ore - e sono poi rapidamente in grado di camminare e nuotare. La coppia protegge costantemente i piccoli e durante gli spostamenti spesso la famigliola si muove in fila, generalmente con il maschio a chiuderla mentre la femmina la guida. In acqua a volte i piccoli salgono sul dorso dei genitori senza particolare necessità, cosa che si rivela poi utile in acque potenzialmente ospitanti predatori subacquei che potrebbero altrimenti approfittare della ridotta mole dei cignetti per aggredirli. La protezione della prole dura per circa 5/6 mesi.
L'atteggiamento fortemente protettivo dei genitori verso i piccoli è riconducibile al fatto che nelle prime fasi della loro vita i cigni sono privi delle prerogative di cui possono poi avvalersi da adulti, infatti il collo e soprattutto le ali si sviluppano lentamente durante la crescita, nel corso della quale il cigno reale cambia anche il colore del piumaggio (dal grigio al bianco) e del becco (dal grigio all'arancione e nero), becco su cui infine appare una protuberanza nera all'attaccamento con il capo, più pronunciata nel maschio.

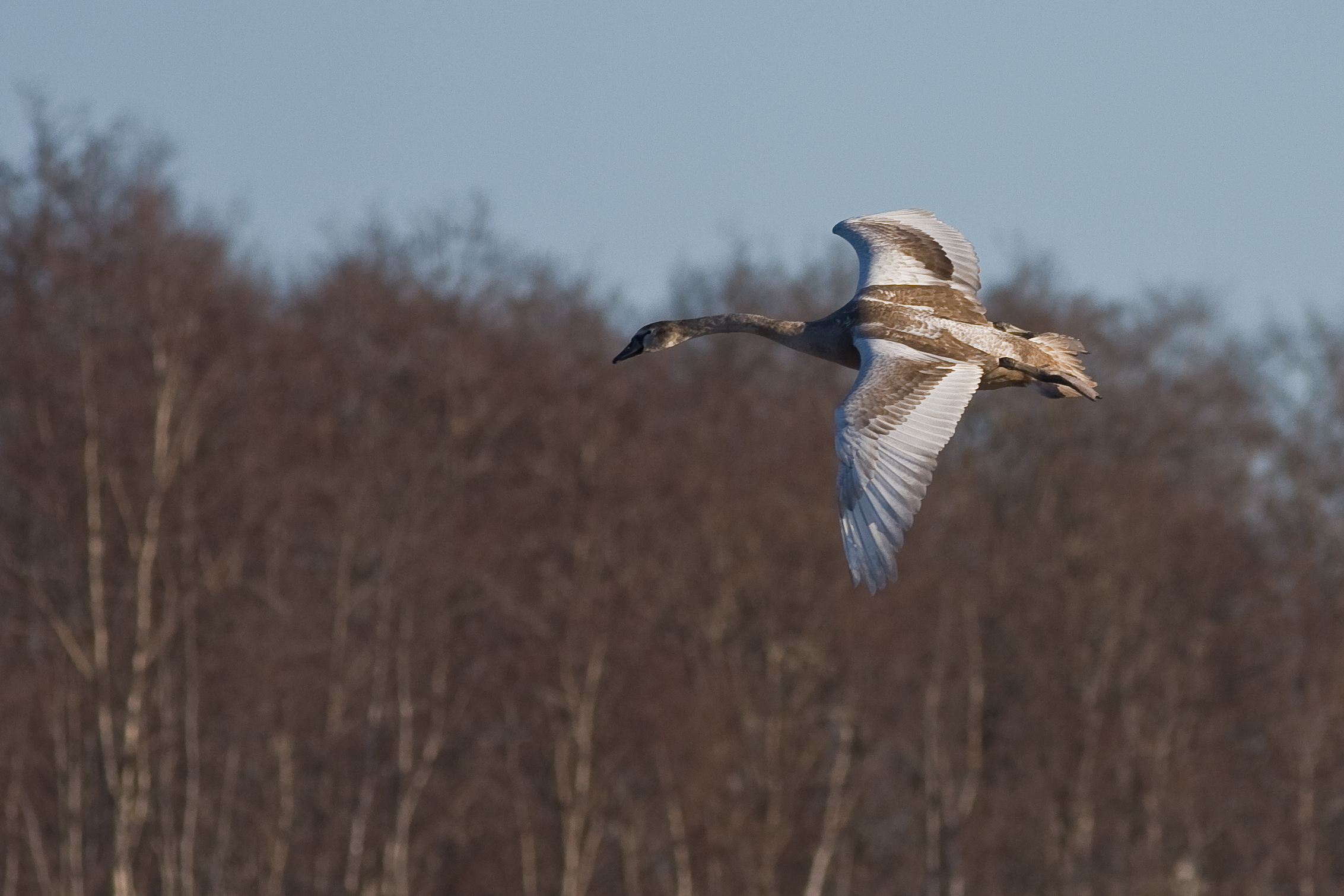
Cigno Reale dal piumaggio ancora giovanile in volo

Il caratteristico triangolo nero visibile lateralmente sul capo, tra ognuno degli occhi e l'attaccatura verticale del becco, mentre negli esemplari ormai adulti è un equilatero quasi perfetto, negli esemplari ancora in crescita - anche se già con il piumaggio completamente bianco - è invece ancora poco definito, molto assottigliato dalla parte degli occhi.
I cigni raggiungono il completo sviluppo - maturità riproduttiva - intorno ai 4 anni di età (anche se possono aver individuato il proprio partner già in precedenza), momento fino al quale vivono spesso all'interno del gruppo familiare (o stormo - "flock"); a quel punto hanno da tempo il piumaggio completamente bianco e iniziano a cercare un territorio dove riprodursi, in loco o anche altrove..

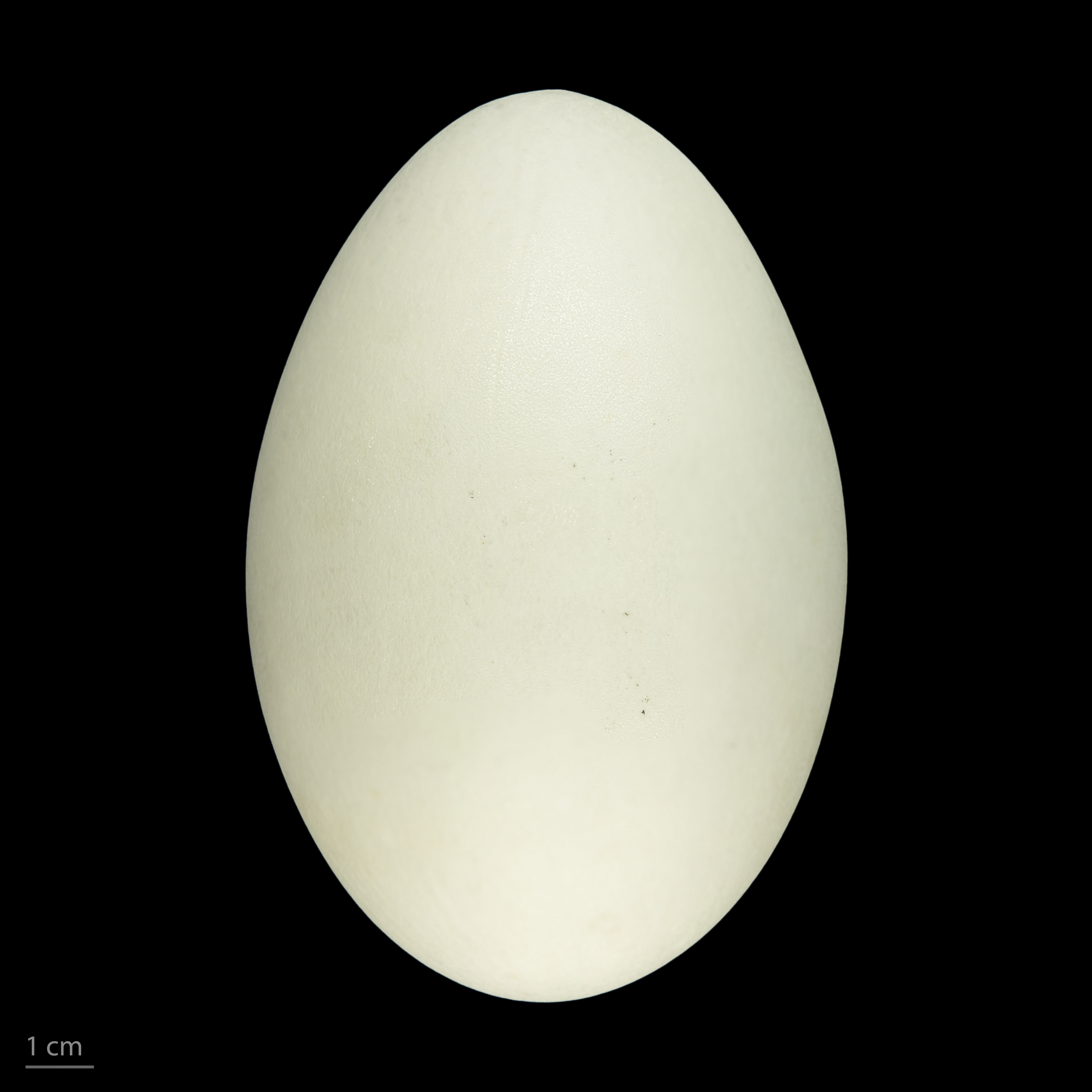
Cygnus olor

Il numero delle uova che vengono deposte, nel susseguirsi degli anni, può variare in relazione all'ospitalità del territorio, alle risorse disponibili ed alla complessiva consistenza e vulnerabilità della specie. Generalmente, presupposto per dar via alla nidificazione è la disponibilità di risorse alimentari adeguata sia alle esigenze della coppia che a quelle della futura prole; alle coppie eventualmente in cattività viene infatti reso costantemente disponibile cibo in eccesso rispetto alle esigenze - senza che quanto avanzato degradi rendendosi inutilizzabile o peggio alimento nocivo - per dare alla coppia certezza di disponibilità alimentare utile alle esigenze della futura prole. La diversa attività riproduttiva delle varie coppie di cigno reale potrebbe essere collegata, oltre che alla maggiore o minore idoneità alla costruzione e alla tutela del nido delle aree in cui possono accedere durante il periodo dell'accoppiamento, ad un eventuale diverso tipo di alimentazione, sia se indipendente o implementata dall'uomo, che se quasi totalmente dipendente dal cibo prodotto o fornito dagli esseri umani.
Alcune coppie fortemente - o forzatamente - stanziali si riproducono anche in assenza di sostenibilità alimentare o territoriale, costringendo poi la prole, una volta in grado di volare, ad andare altrove; a volte i giovani cigni vengono forzati ad andare comunque altrove da altre coppie in fase riproduttiva.

### Rapporti con l'uomo
Il cigno reale è una specie selvatica la cui eventuale vita in cattività è regolamentata per tutelare il massimo benessere dell'animale, essendo la fauna selvatica un patrimonio indisponibile dello Stato.

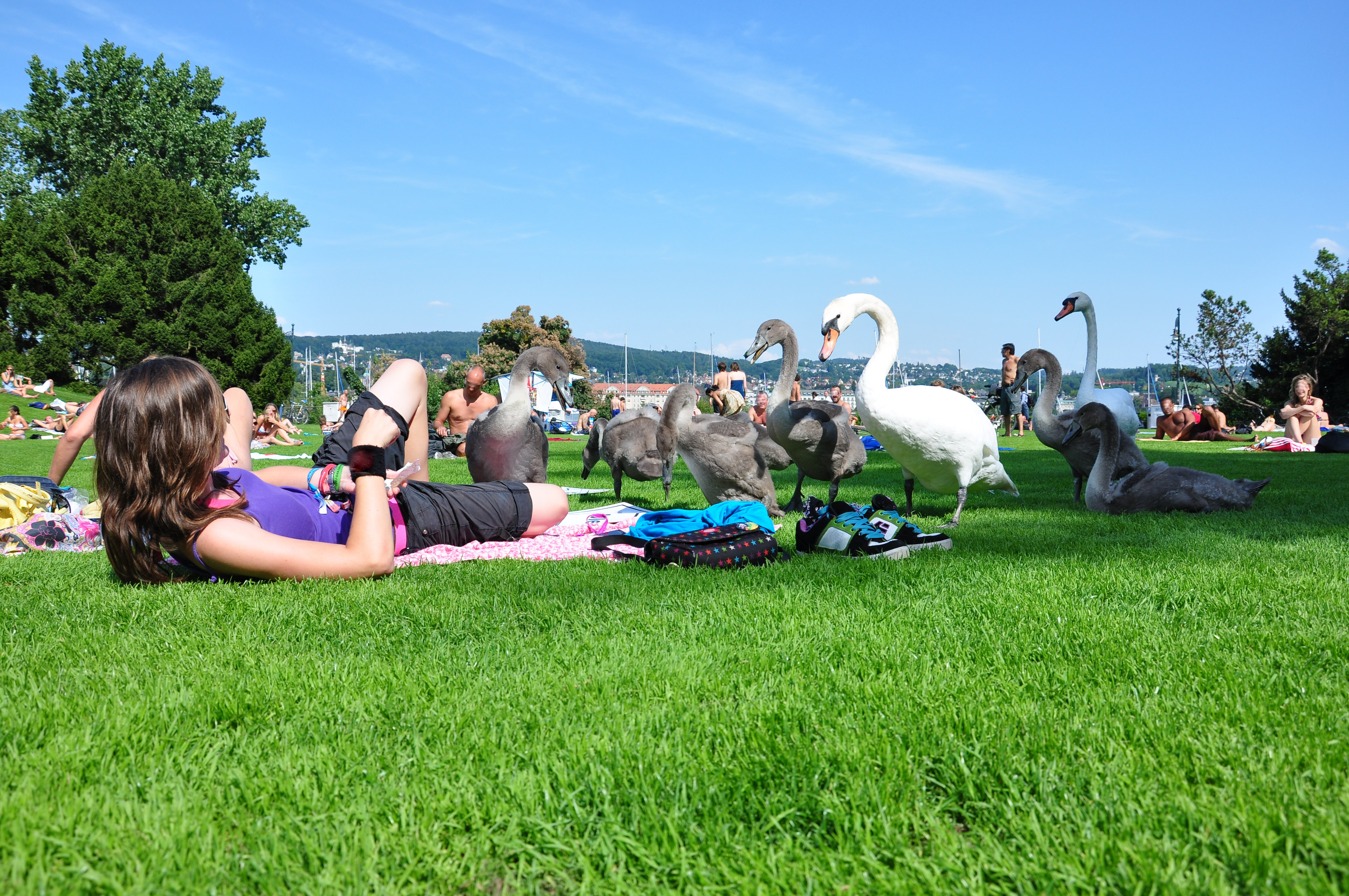
Famiglia di Cigni Reali abituata al contatto con l'uomo

 Allo stato naturale il cigno si rapporta con l'uomo con prudente diffidenza, spingendosi poi facilmente a socializzare (accettare cibo, frequentare rive/spiagge con persone, etc.).
In diversi casi il cigno può diventare aggressivo e nuocere all'essere umano quando si sente in pericolo o per proteggere i suoi simili (es. la prole e il partner). Particolarmente pericoloso per l'uomo subire eventuali aggressioni in acqua.
Buona norma è tenersi a distanza dai cigni, in modo che evitino di sentirsi in pericolo, lasciando loro sempre ampia e libera via di fuga utile ad allontanarsi se lo preferiscono.
Nel periodo attiguo a quello della nidificazione, il cigno reale può diventare molto territoriale, anche muovendosi con la caratteristica posizione difensiva in direzione di chi si avvicina troppo alla zona del nido, in modo da indurlo a desistere dall'avvicinarsi ulteriormente fin'anche ad inseguirlo fino a che sia sufficientemente allontanato. Da tenere a mente al riguardo che la capacità riproduttiva del cigno reale viene raggiunta intorno ai 4 anni di vita, ragion per cui un giovane cigno può essere molto socievole per anni, senza con ciò venir meno alle sue naturali prerogative di territorialità protettiva all'approssimarsi della nidificazione, specialmente se eventuali nidificazioni precedenti hanno subito danni causati dall'uomo (es. furto uova o distruzione del nido, atti vandalici, molestie).

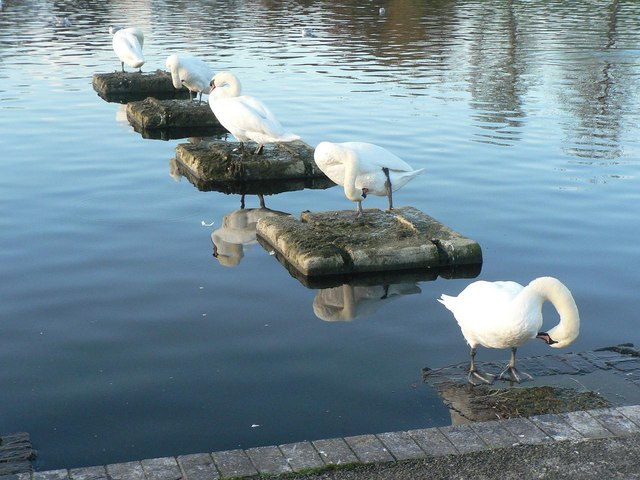
Cigni Reali impegnati nella pulizia del piumaggio

 Sebbene la maggior parte dei cigni, anche adulti, sia socievole con l'uomo, arrivando spesso a nutrirsi dalle mani di persone che nel tempo hanno guadagnato la loro fiducia e - cosa rara per animali selvatici - restando tolleranti a sessioni fotografiche e in generale alla presenza dell'uomo, a volte alcuni esemplari possono essere aggressivi (es. noto esemplare inglese soprannominato "Asbo Swan" che aggrediva i canoisti in transito lungo il tratto di fiume da lui frequentato - pare a causa di un urto subito da giovane - pur restando cordiale con le persone quando prive delle temute-odiate canoe) ed anche esemplari normalmente socievoli possono mutare atteggiamento a seconda delle persone e delle circostanze, se si presenta qualche pericolo; per esempio, oltre ad evitare di imporsi in prossimità del nido, nelle loro vicinanze è importante evitare di introdurre cani - e se impossibile è doveroso tenerli prudentemente al guinzaglio - poiché questi spesso tendono ad aggredire i cigni, i quali vivono quindi con motivata allerta la loro presenza, cercando quando possibile di allontanarsi in modo utile o dissuadendo - e a volte fin'anche attaccando per primi - il pericoloso avventore.

## Distribuzione e habitat

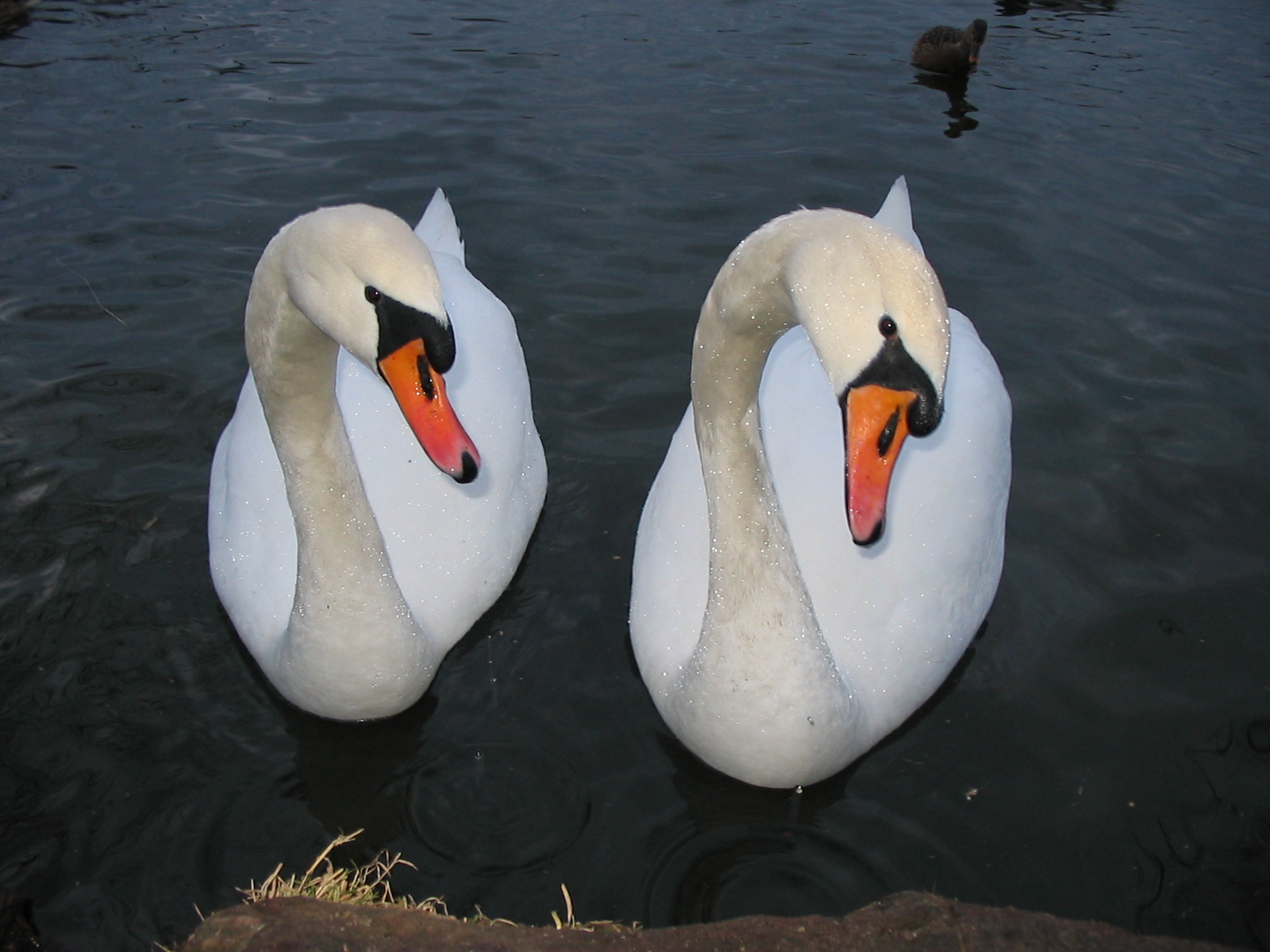
Due incuriositi esemplari di Cigno Reale

L'areale originale del cigno reale è paleartico: comprende tutta Europa, l'Asia (escluse le regioni tropicali e l'Arabia Saudita) e il Nordafrica, sebbene sia stato introdotto in America Settentrionale (Canada, Stati Uniti d'America), in Oceania (Australia, Nuova Zelanda) e persino in Sudafrica.
In Italia ci sono rare nidificazioni, principalmente sui laghi del Settentrione, come il Maggiore e il lago d'Iseo.
Frequenta le baie riparate di laghi, fiumi e canali e occasionalmente - specie gli esemplari venuti a svernare dal nord Europa - si può osservare anche in mare a ridosso di estuari o in zone acquitrinose salmastre. Nel selezionare l'habitat dove nutrirsi ed eventualmente stabilirsi, il cigno reale evita specchi d'acqua e terreni adiacenti ad alberi aghifoglie come il pino; gli aghi di pino infatti, una volta caduti al suolo o in acqua, se erroneamente raccolti con il becco nel nutrirsi - o nell'abbeverarsi - gli risultano pericolosamente indeglutibili, andando - a volte - a formare sotto il becco una sacca con infiammazione e a impedirgli con ciò la normale deglutizione del cibo, cosa che può causargli debilitazione anche grave. La rimozione di aghi di pino e/o altri eventuali accumuli dal sotto becco dei cigni necessita spesso di competente intervento umano (es. veterinario specializzato).
Elementi umani che immettono gravi pericoli negli habitat dei cigni sono tralicci aerei (nei cui cavi i cigni in volo rischiano di scontrarsi se sono poco evidenti e/o posti lungo traiettorie di discesa o salita obbligatorie per l'ammaraggio o per prendere quota), manufatti e dispositivi che alterino o forzino in modo innaturale o repentino il corso e il livello delle acque (cosa particolarmente pericolosa nel periodo di cova, in cui il nido rischia di venire sommerso o di ritrovarsi pericolosamente lontano dall'acqua), attività e residui di attività di pesca (lenze, esche, ami e piombini, in cui i cigni rischiano di rimanere impigliati o di ingerire nel nutrirsi - es. residui sui fondali).

## Tassonomia

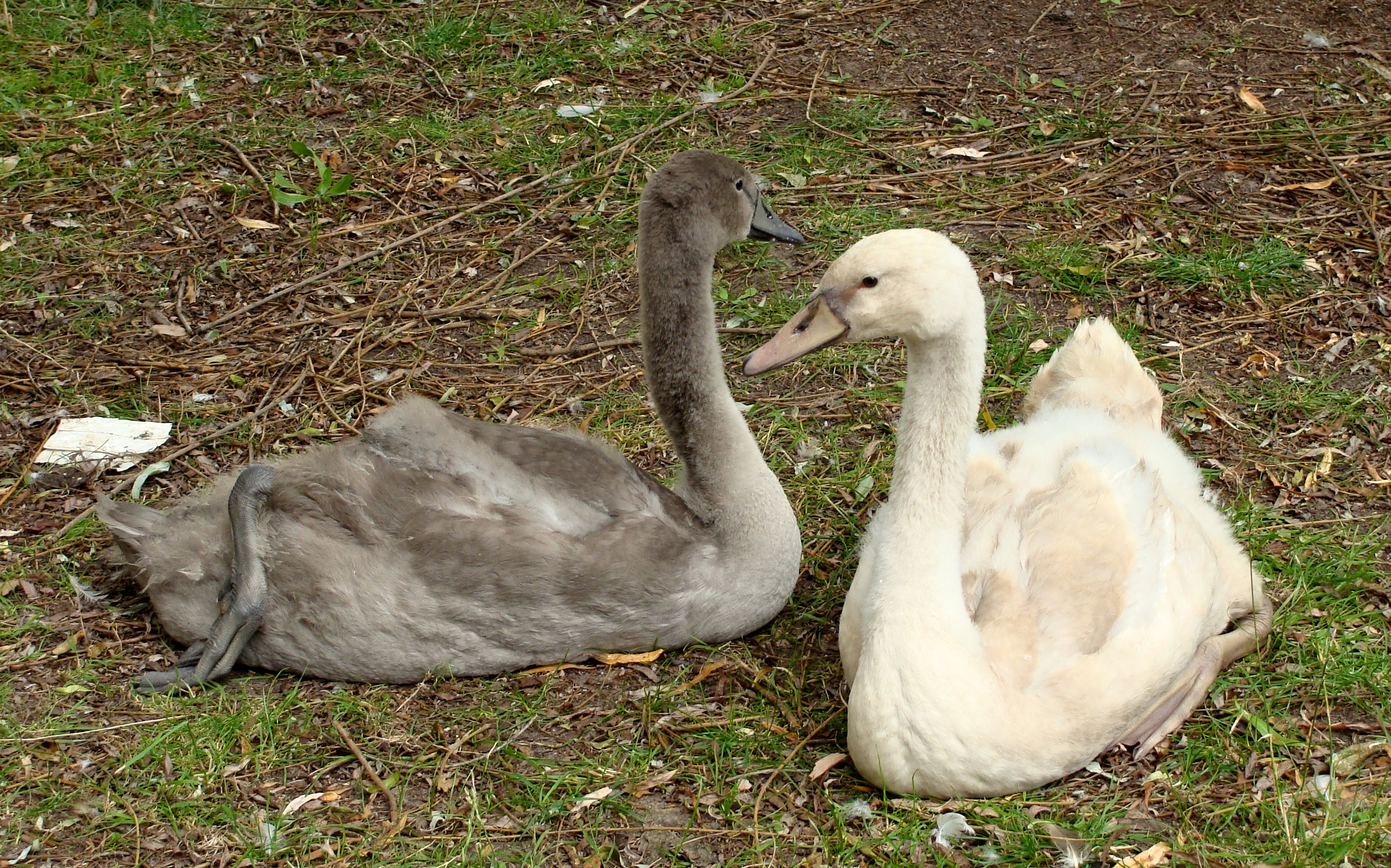
Cignetti di Cigno Reale (variante "polish" sulla destra)

Non sono state individuate sottospecie, per quanto esista una variante indicata come "Polish Mute Swan" (cigno muto polacco - poiché rilevata per la prima volta in discendenti di cigni reali di origine polacca), caratterizzata dal colore del piumaggio alla nascita non grigio, bensì molto simile al piumaggio bianco degli esemplari adulti; in alcune nidiate di cigno reale ci sono infatti talvolta dei cignetti che nascono dotati di piumaggio color crema, quasi bianco, che presentano inoltre zampe rosa-grigio invece che nere e il cui becco cambierà di colore dal nero al rosa-grigio più rapidamente dei cignetti dal piumaggio grigio.
Questa variante è stata in passato identificata anche come Cygnus immutabilis o Cygnus olor immutabilis.

## Conservazione
Il Cygnus olor è una specie selvatica particolarmente protetta ai sensi della Legge 157/92. Risente di qualche raro atto di bracconaggio e della distruzione dell'ambiente naturale.

## Il cigno reale nella cultura
La celebre fiaba de Il brutto anatroccolo è stata ispirata allo scrittore danese Hans Christian Andersen dalla straordinaria metamorfosi del cigno reale, uno degli uccelli più belli e maestosi che si conoscano: un po' goffo e dal piumaggio grigiastro o bianco sporco da giovane, elegante e quasi scioccante nel suo immacolato candore in età adulta. Dal 1984, a seguito di un sondaggio radiotelevisivo, il cigno reale è volatile-simbolo della Danimarca, dove viene chiamato knopsvane.

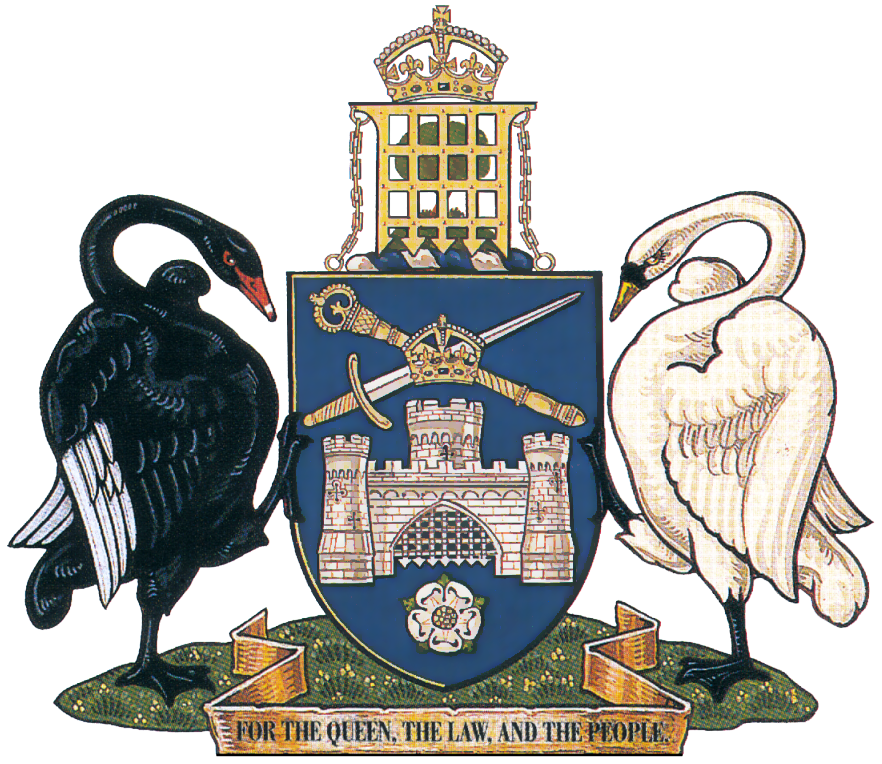
Stemma di Canberra

In passato l'immagine del cigno reale è stata a volte ritratta con una posizione erronea degli occhi (posti nei disegni alla giuntura tra il becco e il capo anziché più arretrati, nella posizione autentica), dando l'impressione sbagliata che fosse sempre con gli occhi socchiusi e il capo chino verso il basso - come in mite perpetua sofferenza; al contrario è invece un animale molto attivo.
Presente in numerosi stemmi di antiche casate nobiliari, dal 1928 compare insieme al cigno nero anche nello stemma della capitale dell'Australia, Canberra, in cui i due cigni rappresentano rispettivamente il popolo aborigeno australiano e i coloni europei, quali pilastri-supporti allo scudo dello stemma, e simbolicamente della capitale.
Nel racconto per l'infanzia The Lord of the Rushie River, realizzato nel 1938 dall'illustratrice inglese Cicely Mary Barker, un cigno reale è un riconoscente benefattore che soccorre e protegge una bambina in difficoltà fino al riabbraccio con la sua famiglia.
Negli anni '90 la compagnia aerea olandese KLM ha usato il cigno reale per varie campagne pubblicitarie, creando una giocosa similitudine tra le fasi in cui il cigno spicca il volo e atterra (generalmente da e nell'acqua) e il decollo e l'atterraggio degli aerei.

## Galleria d'immagini

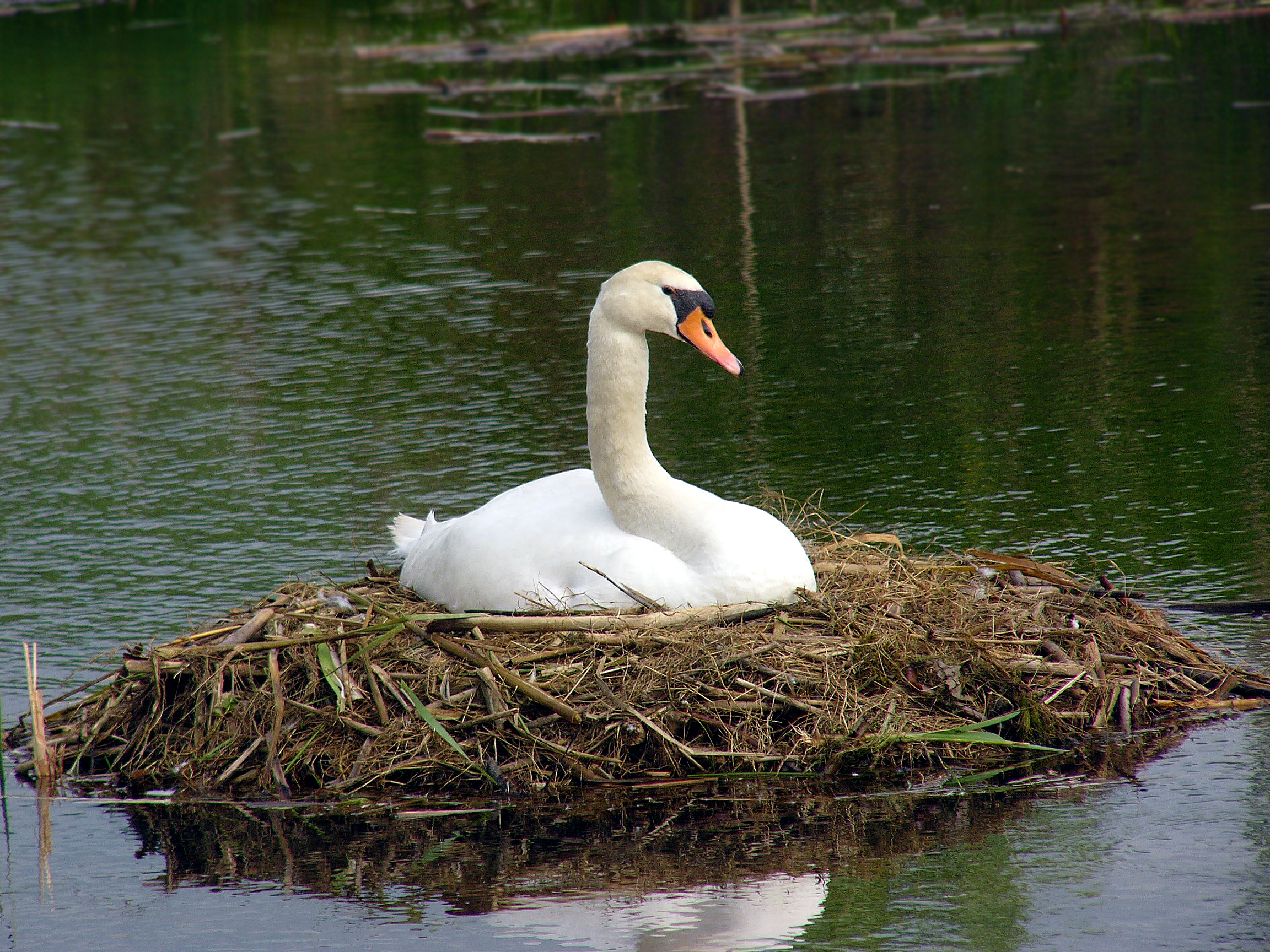
Cigno reale in cova
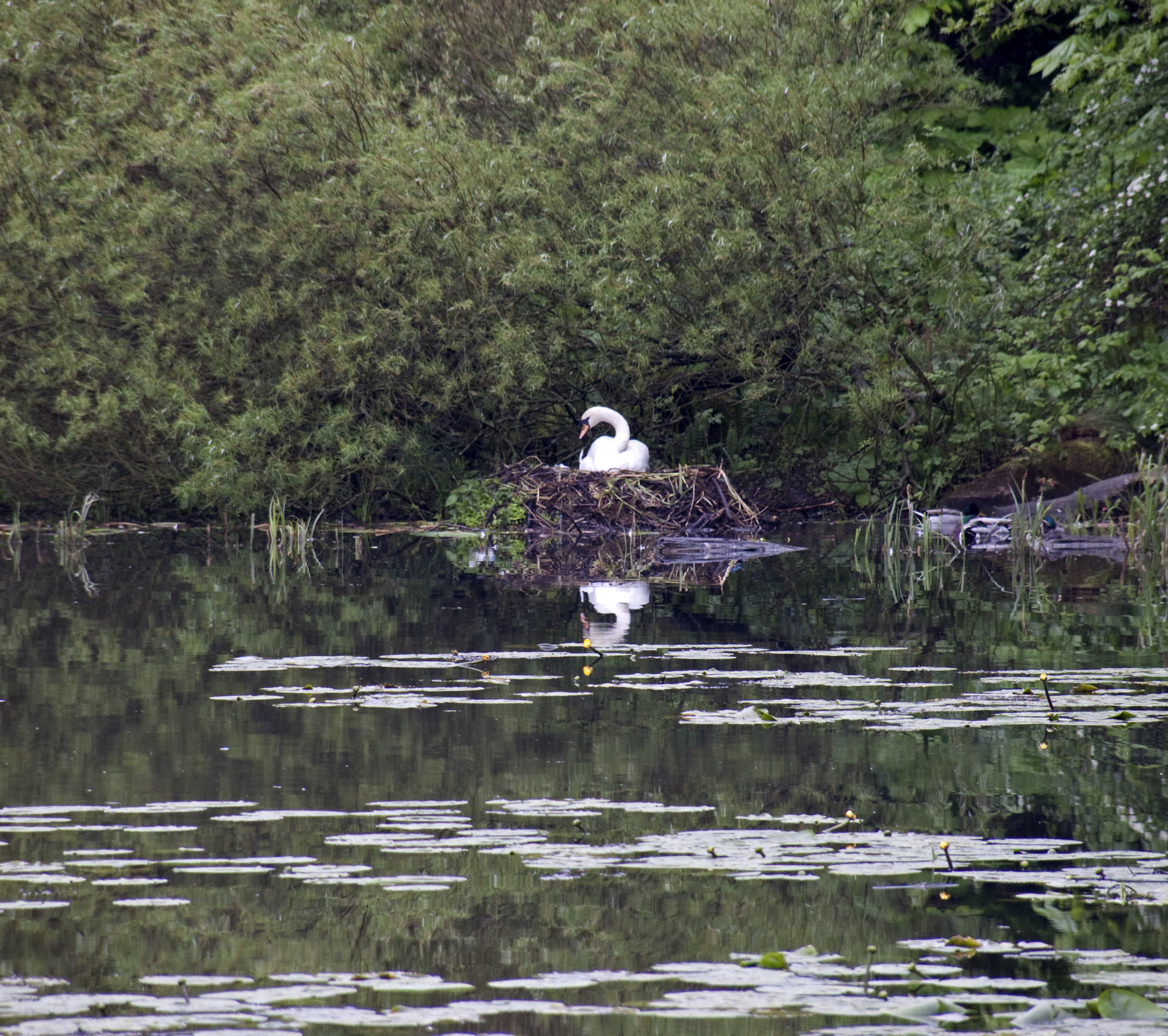
Nido a ridosso della riva
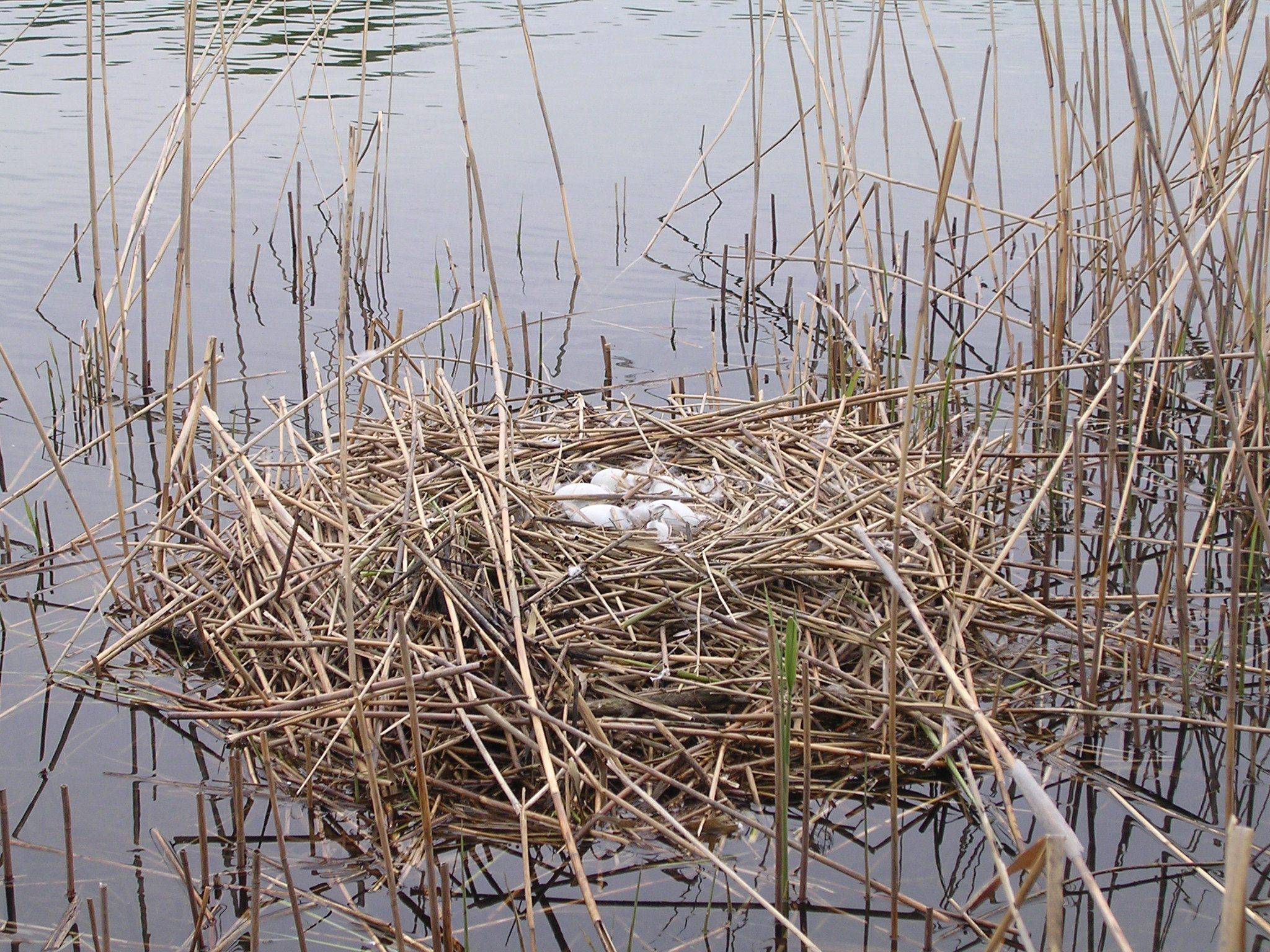
Uova nel nido
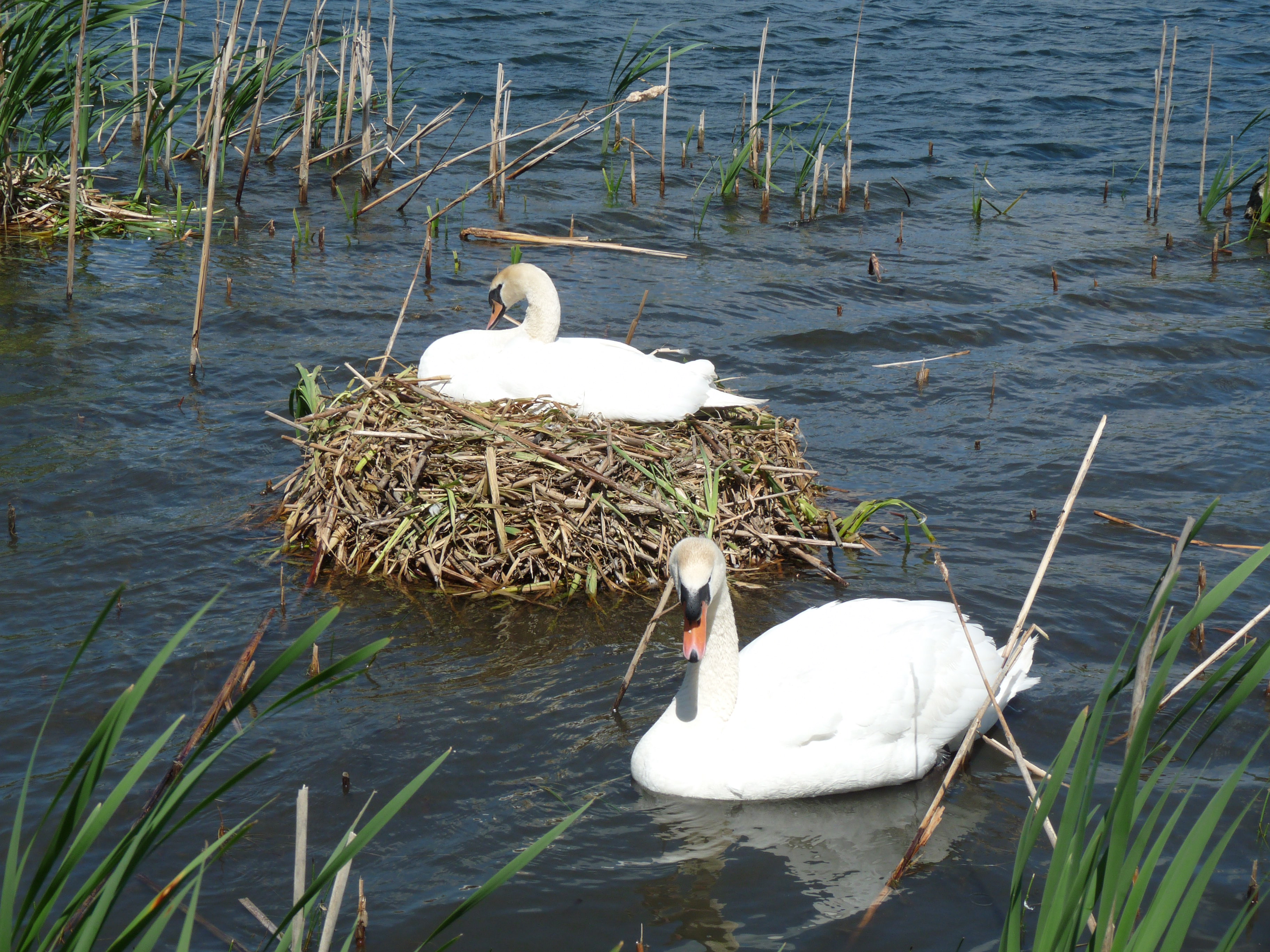
Guardia del nido
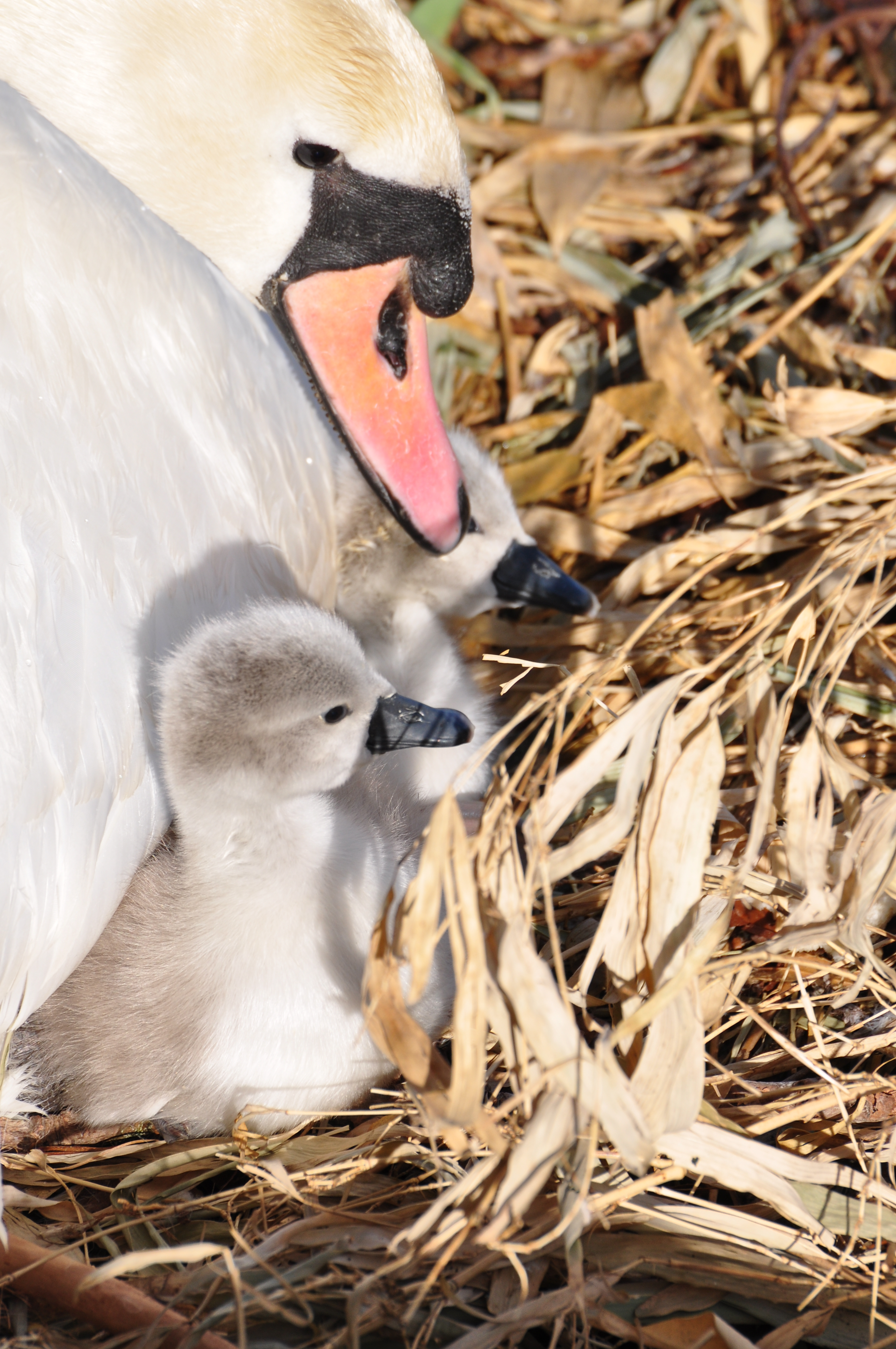
Cignetti nel nido
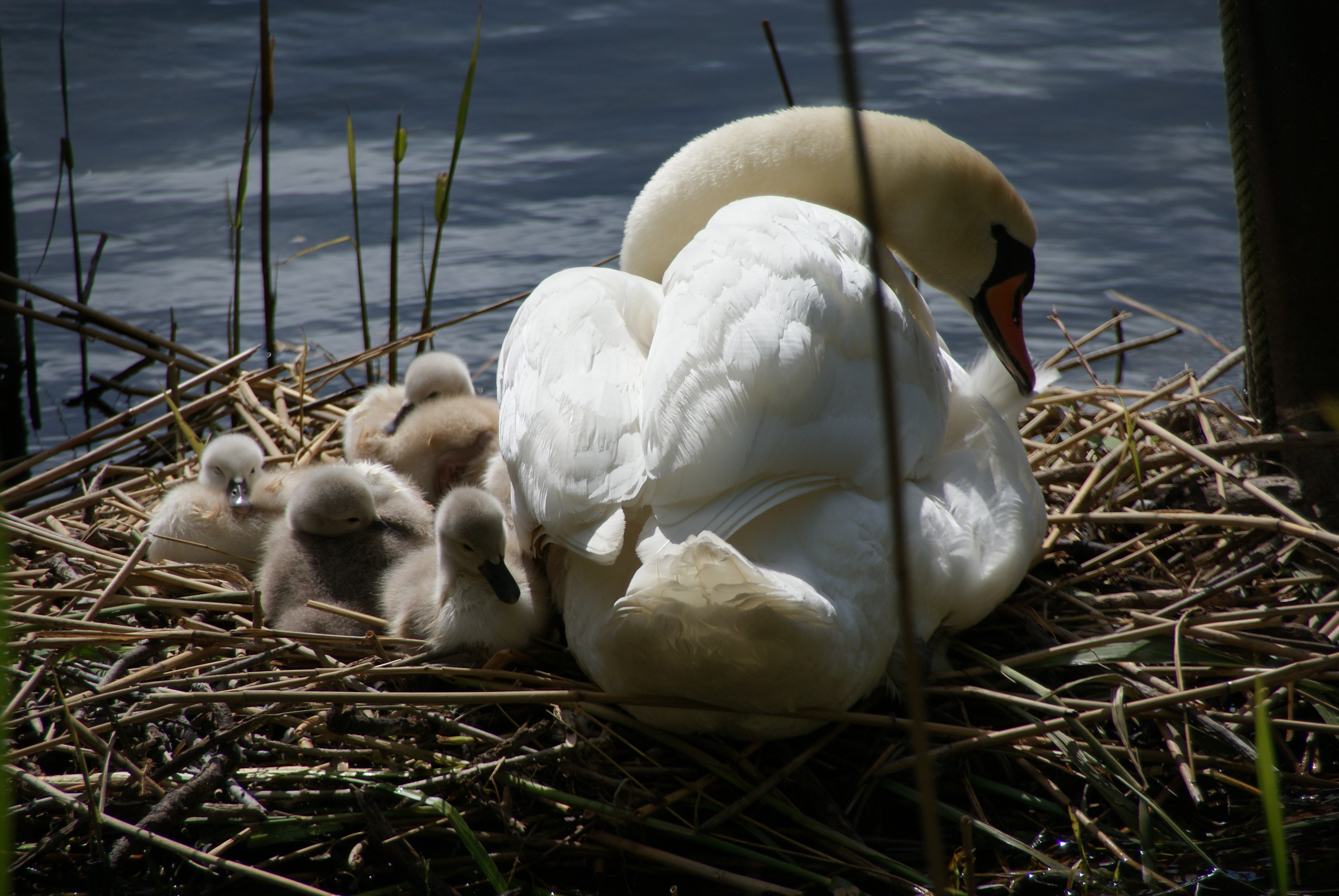
Nido con cignetti
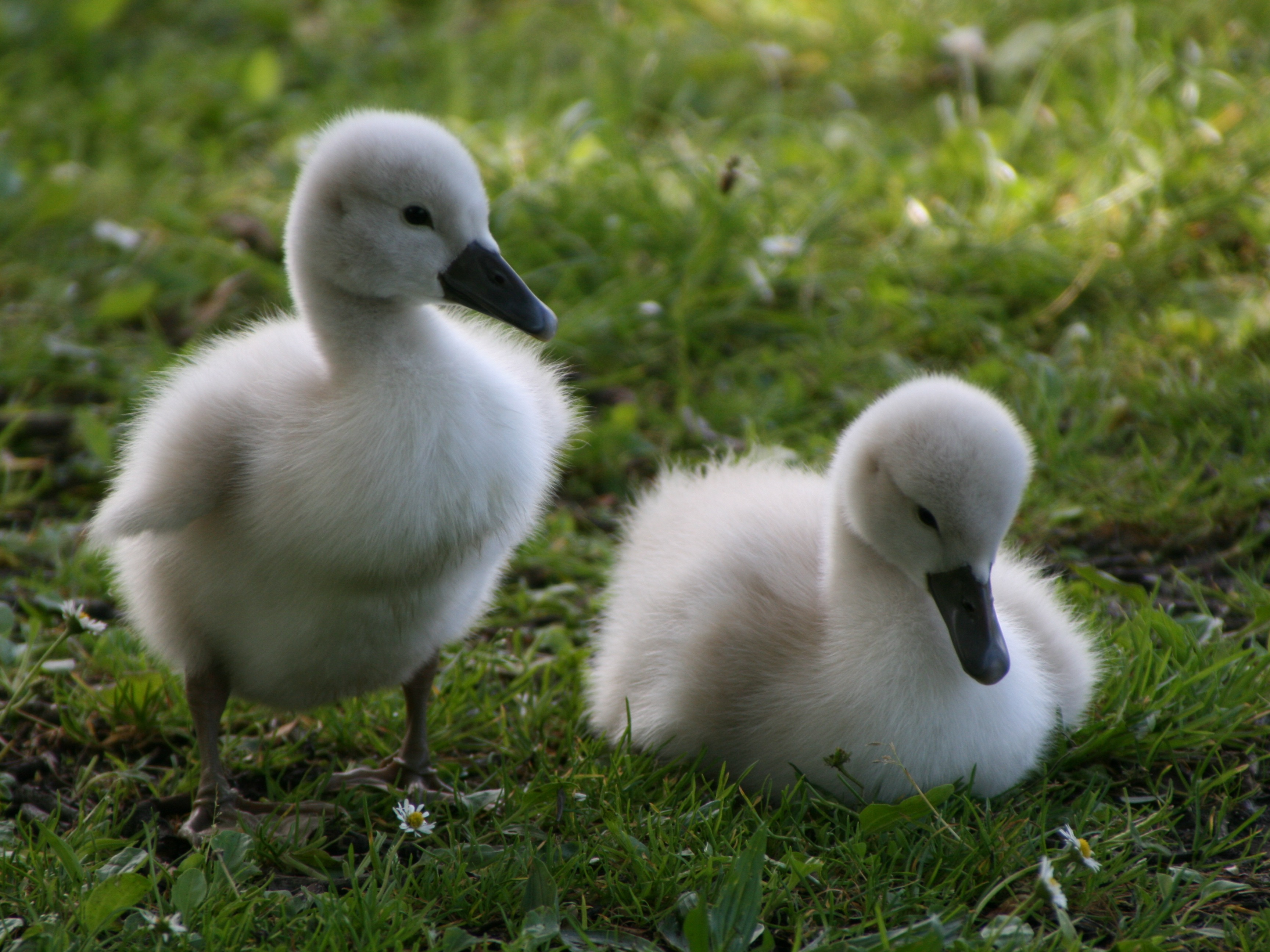
Piccoli di cigno reale
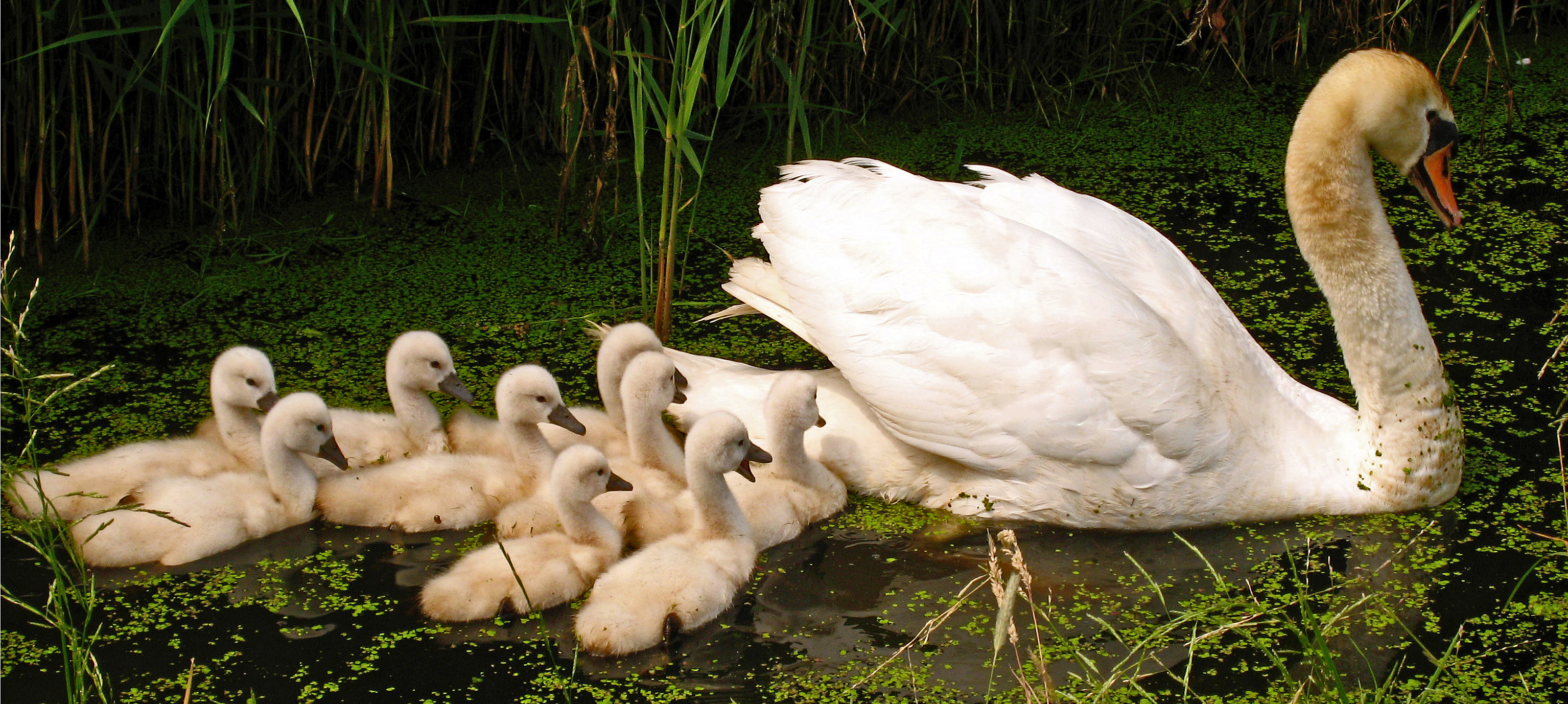
Nidiata di cigni
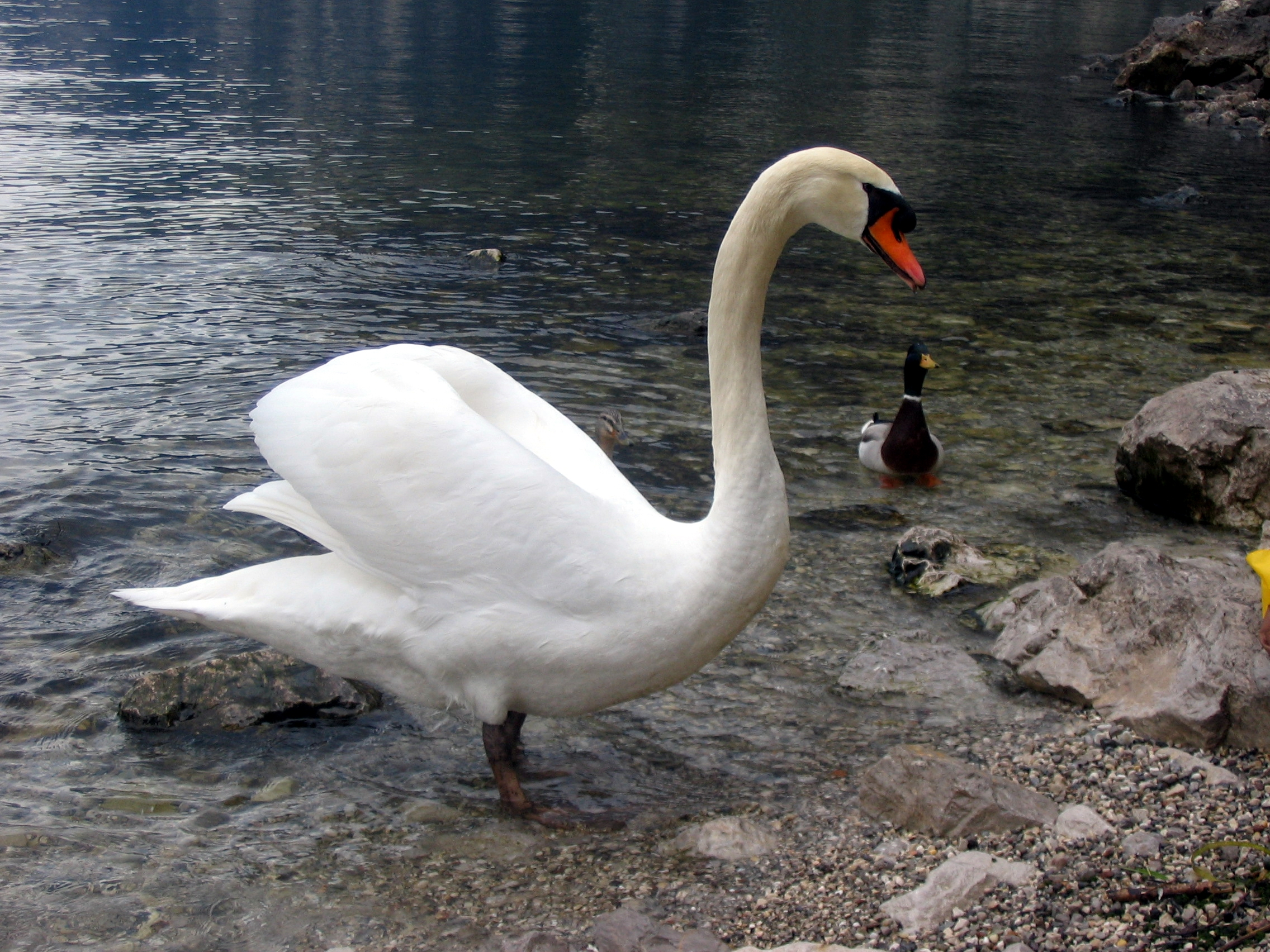
Cigno reale che esce dall'acqua
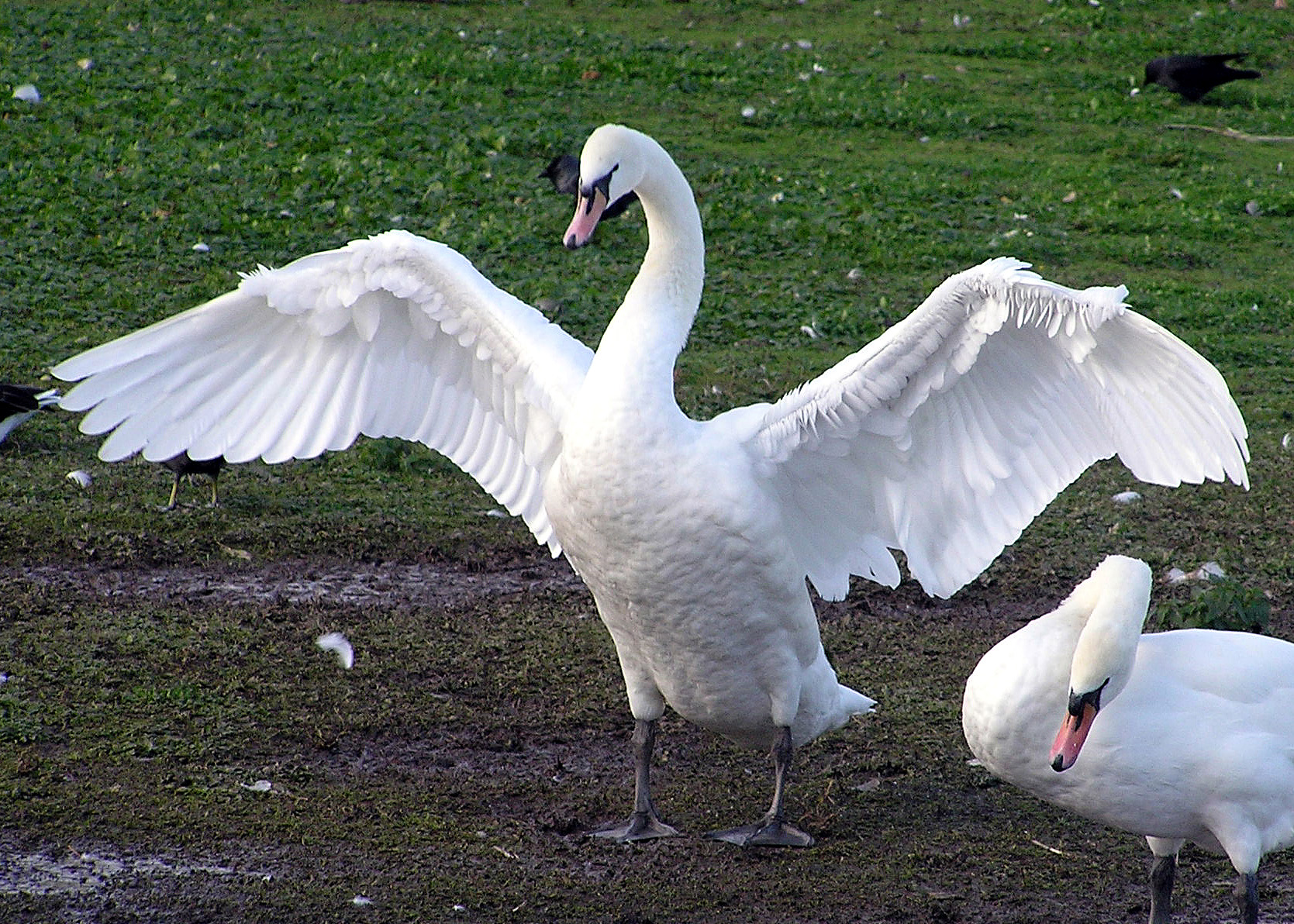
Cigno reale che apre le ali
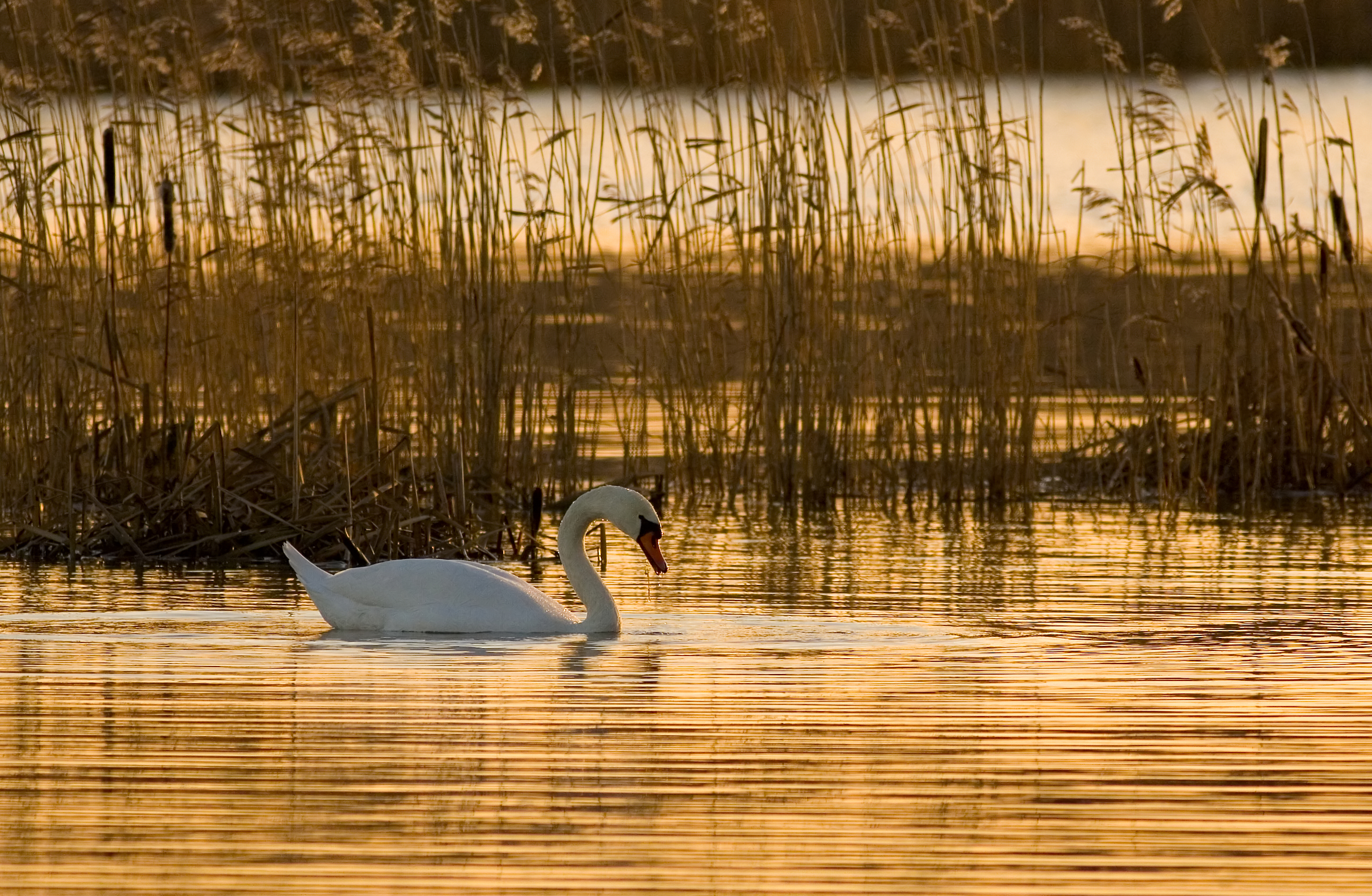
Cigno reale in Finlandia
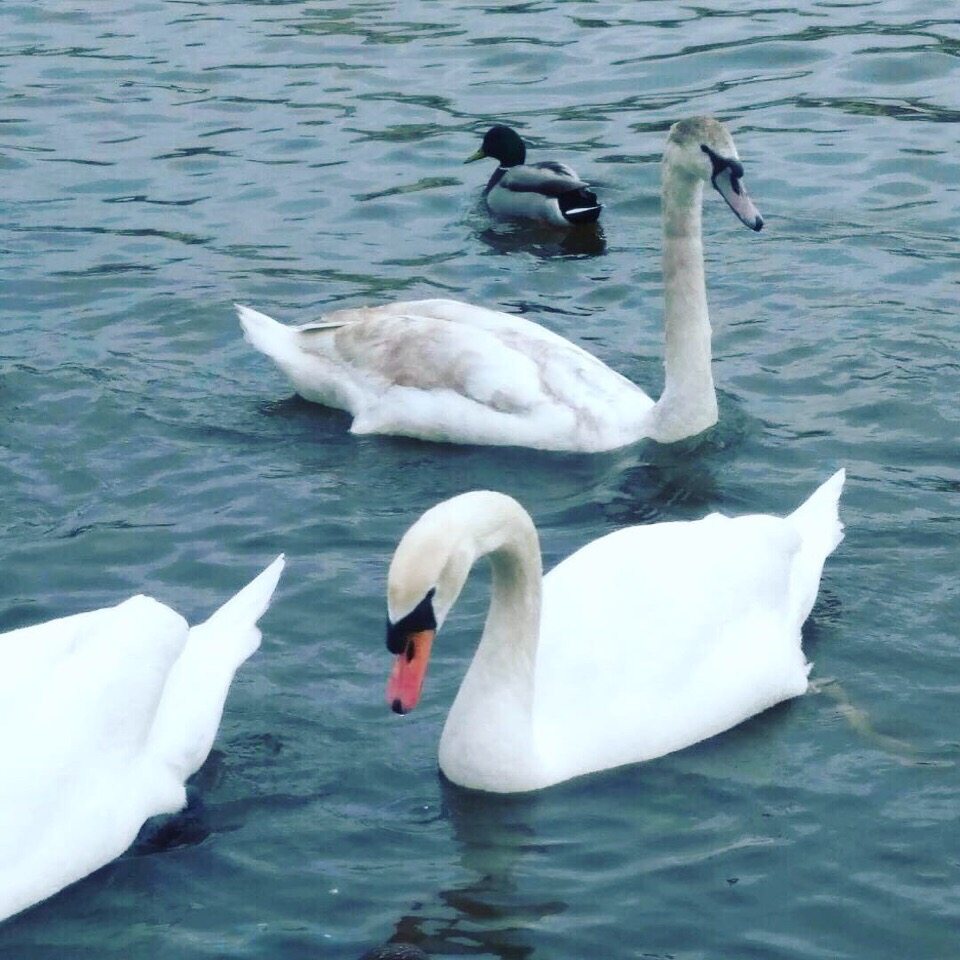
Esemplari di Cigno Reale sul lago Orongoi (Buriazia), Russia
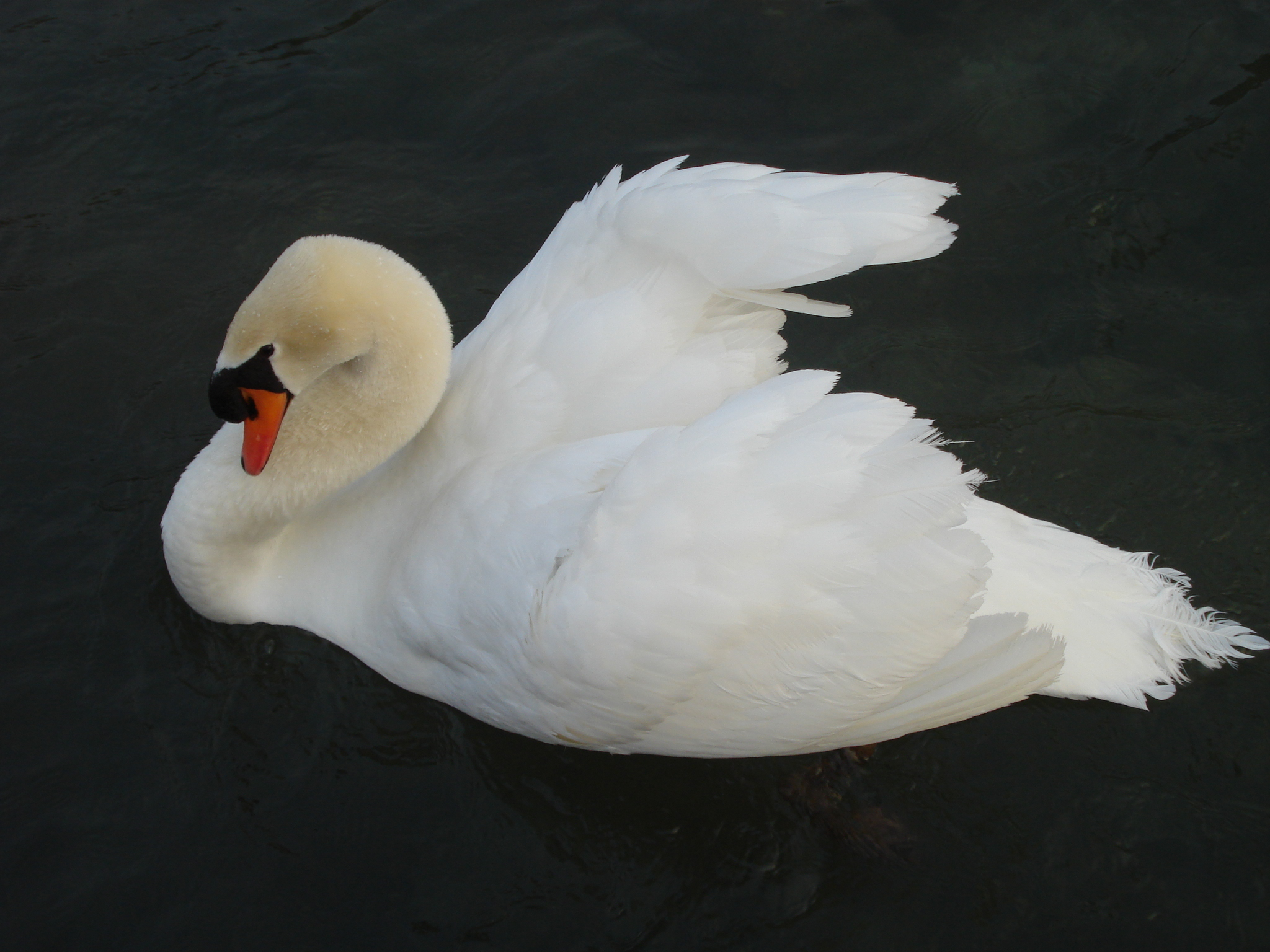
Maschio di Cigno Reale
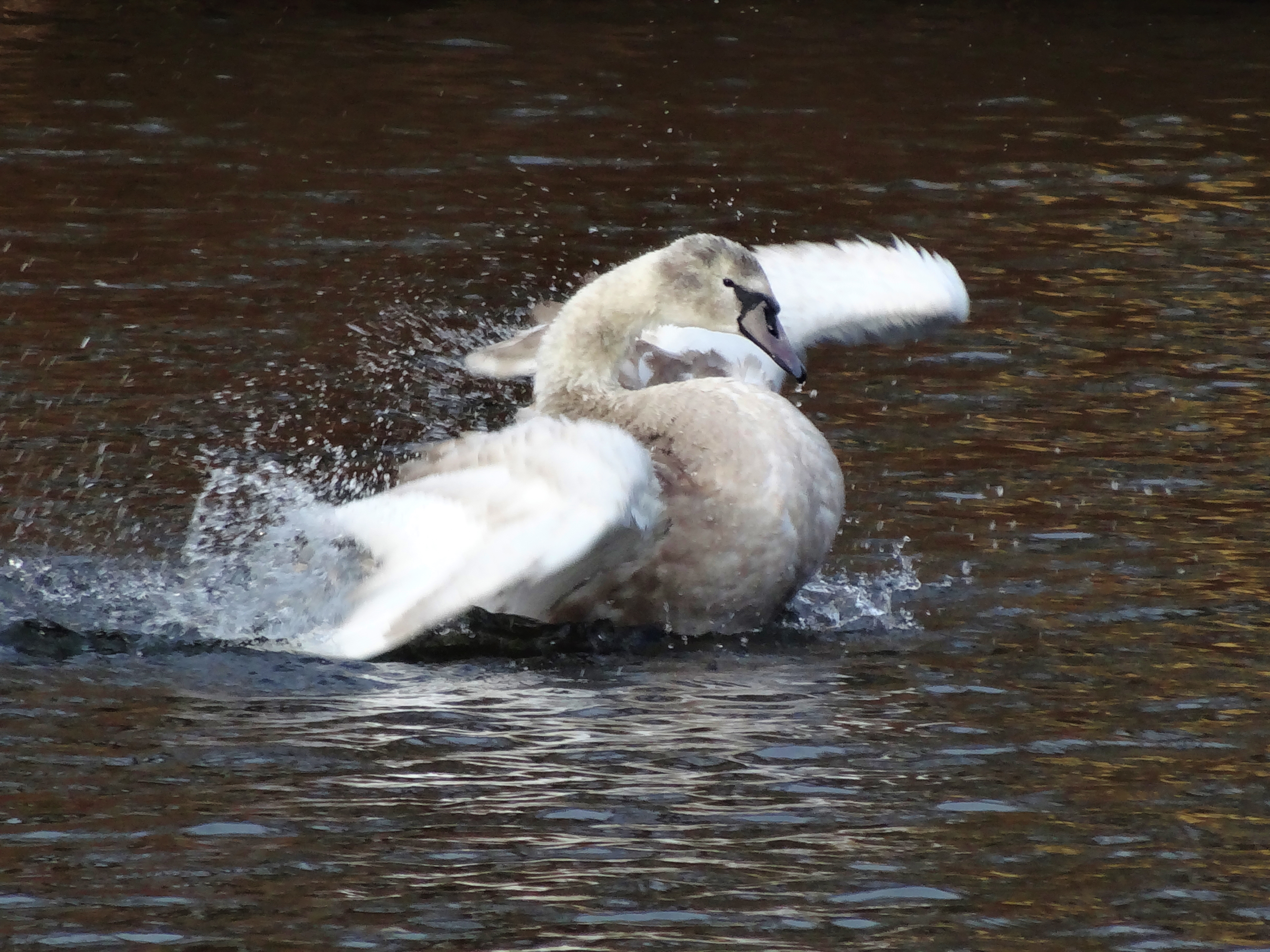
Giovane esemplare impegnato in un vigoroso lavaggio del piumaggio
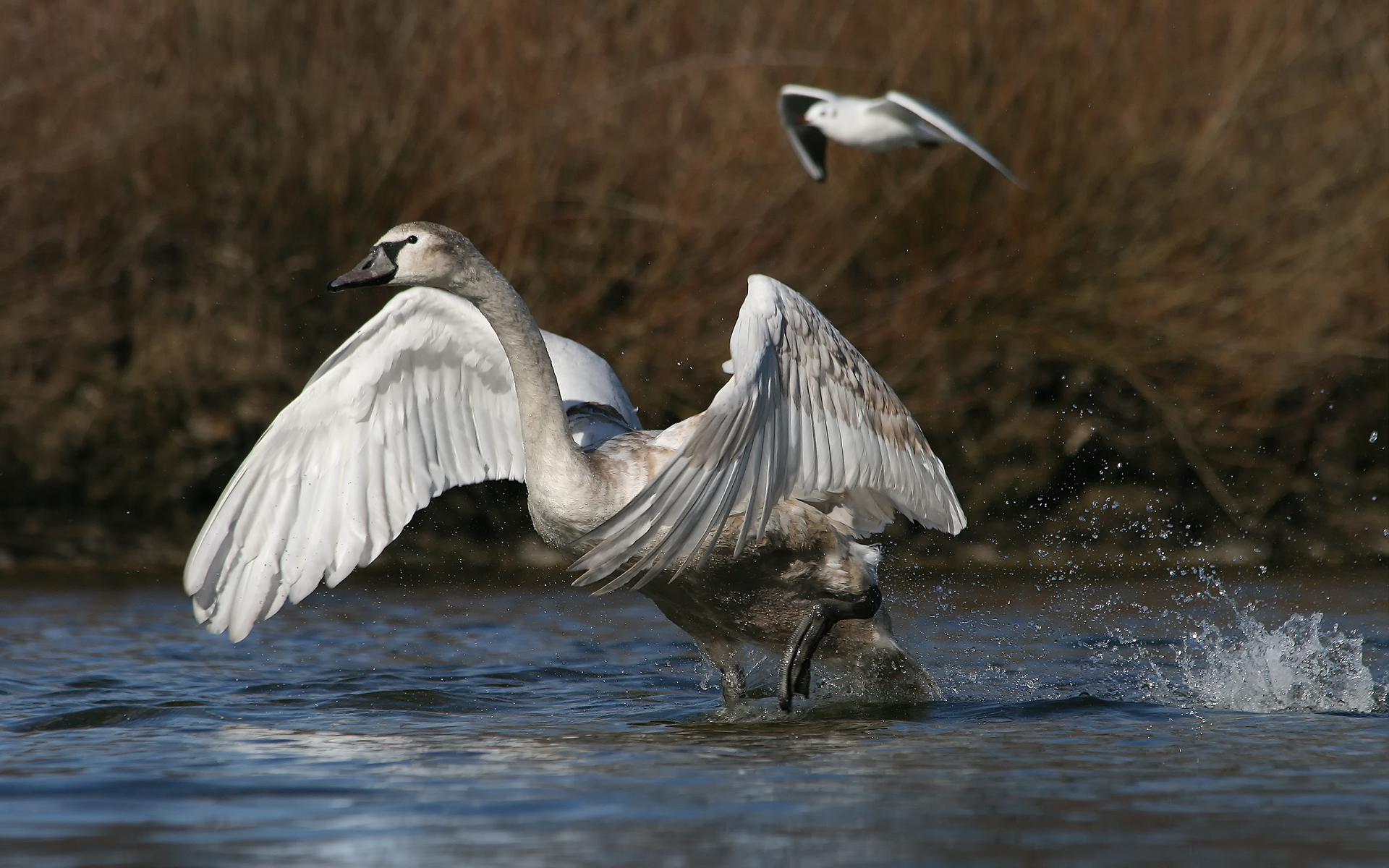
Giovane esemplare in procinto di prendere il volo
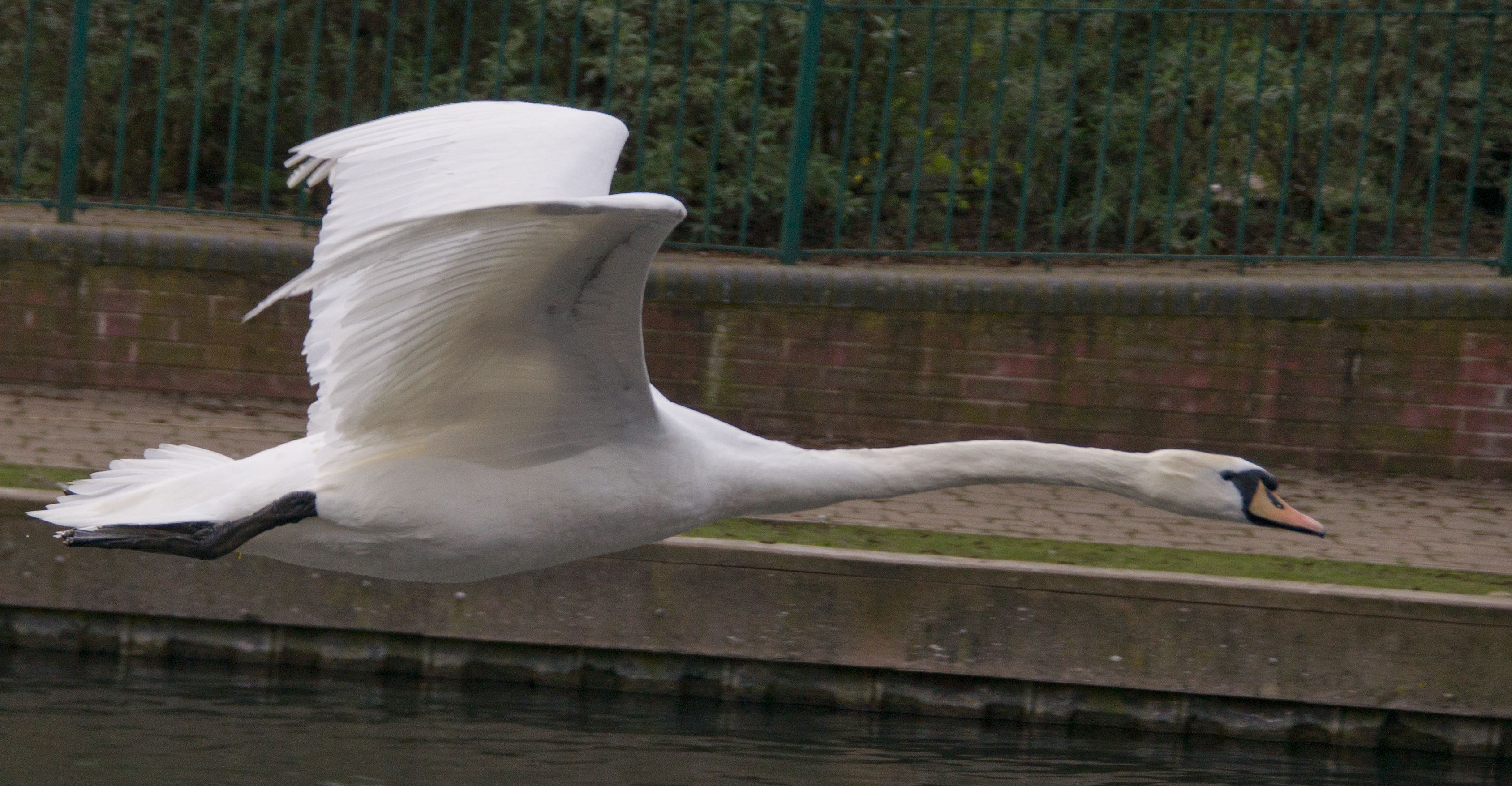
Cigno reale appena preso il volo
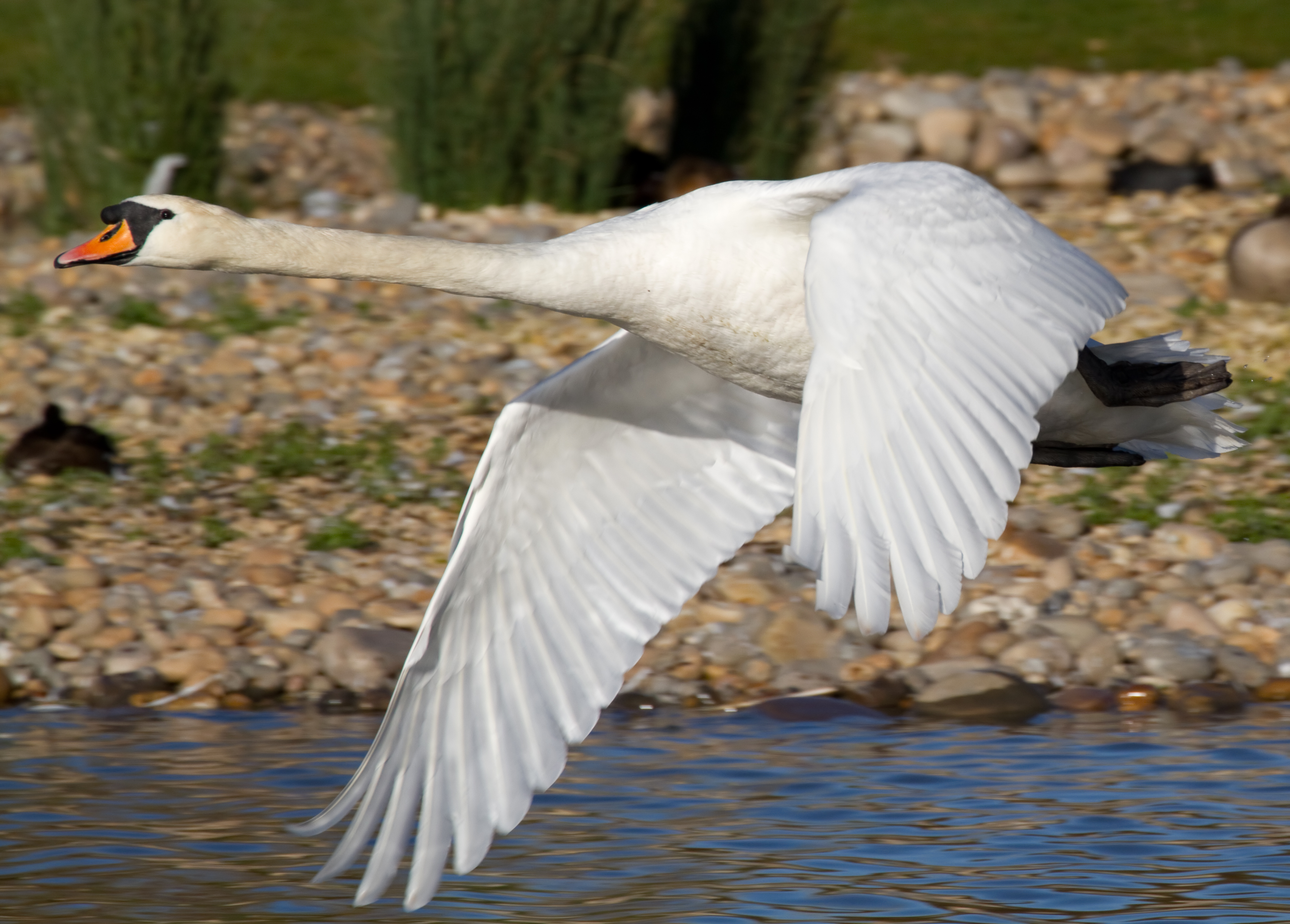
Cigno reale appena preso il volo
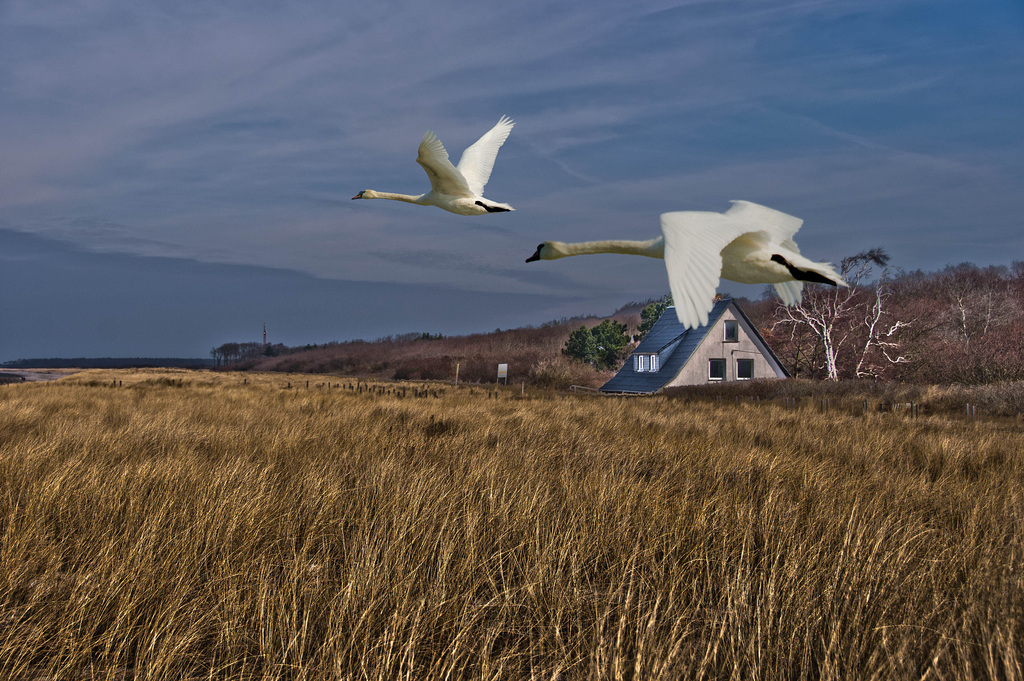
Coppia di cigni in volo basso
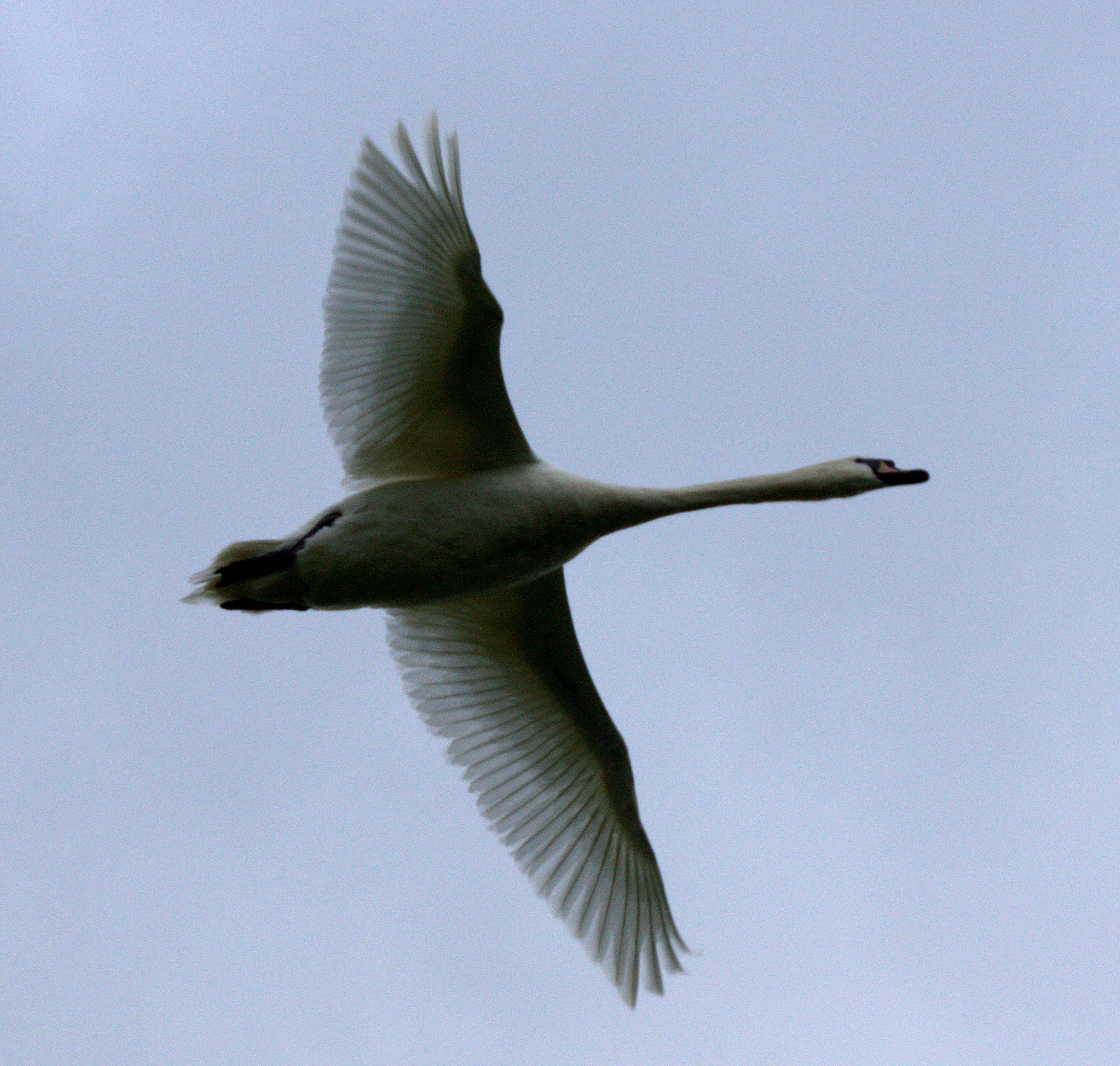
Cigno reale in volo visto dal basso
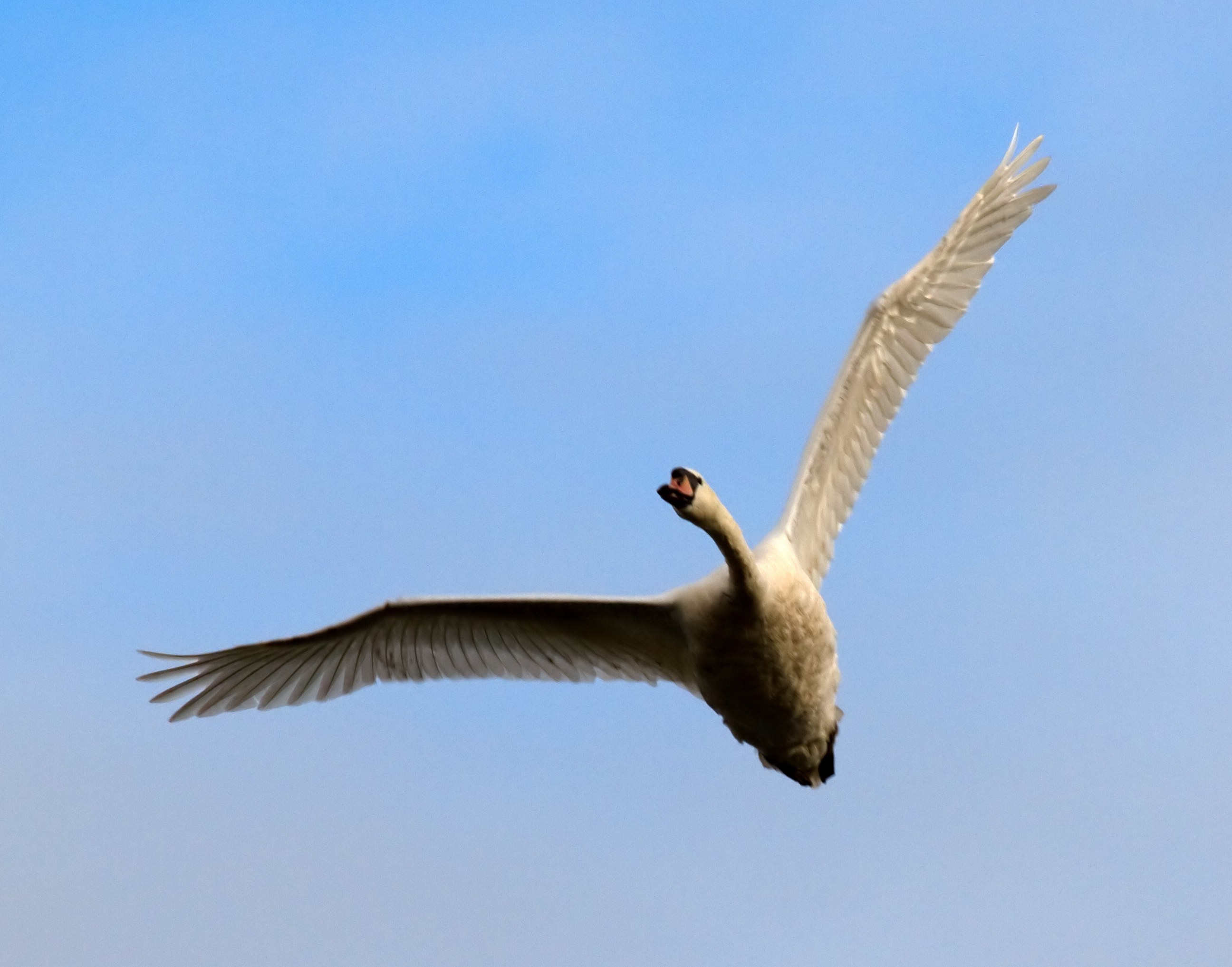
Cigno reale in volo
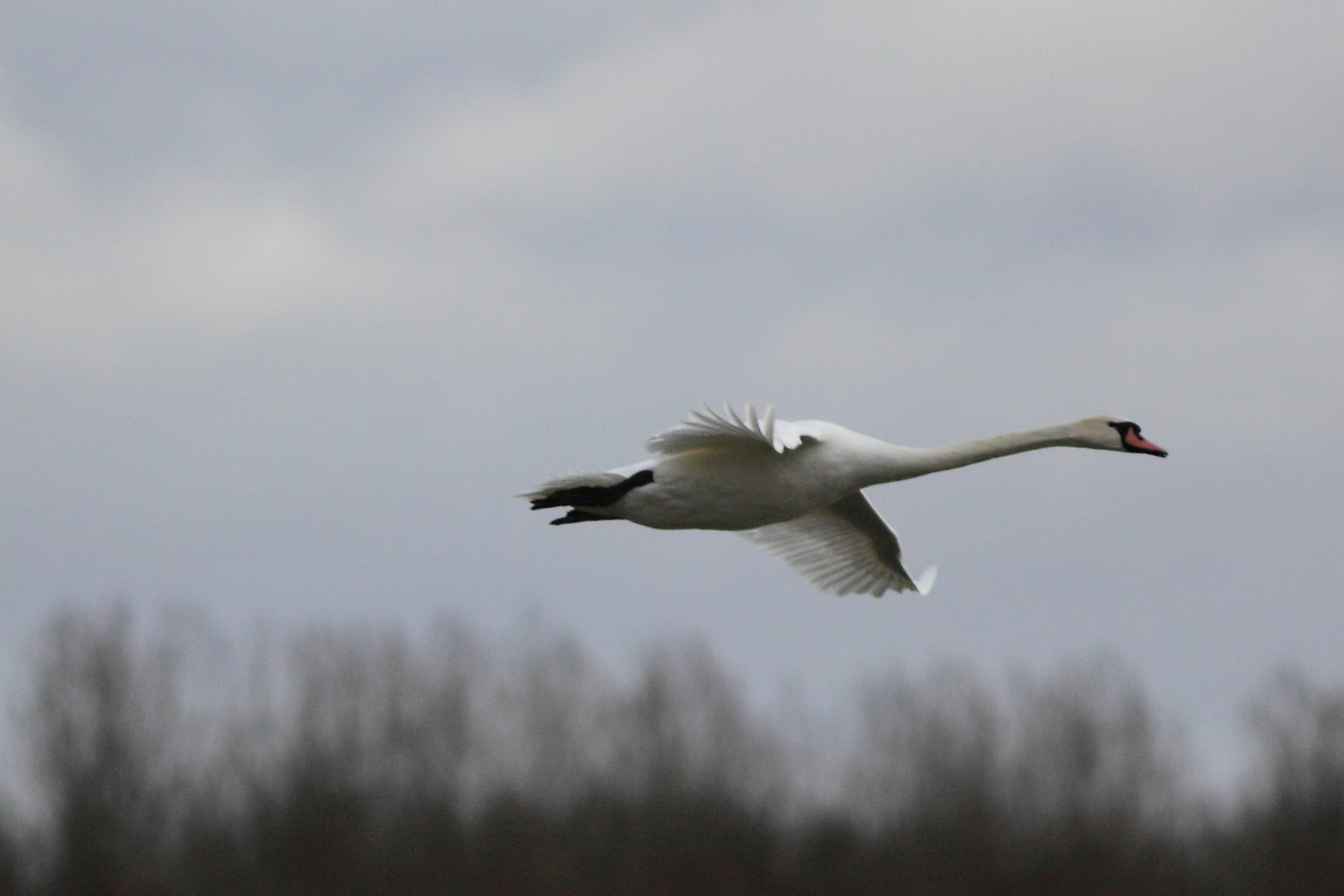
Cigno reale in volo
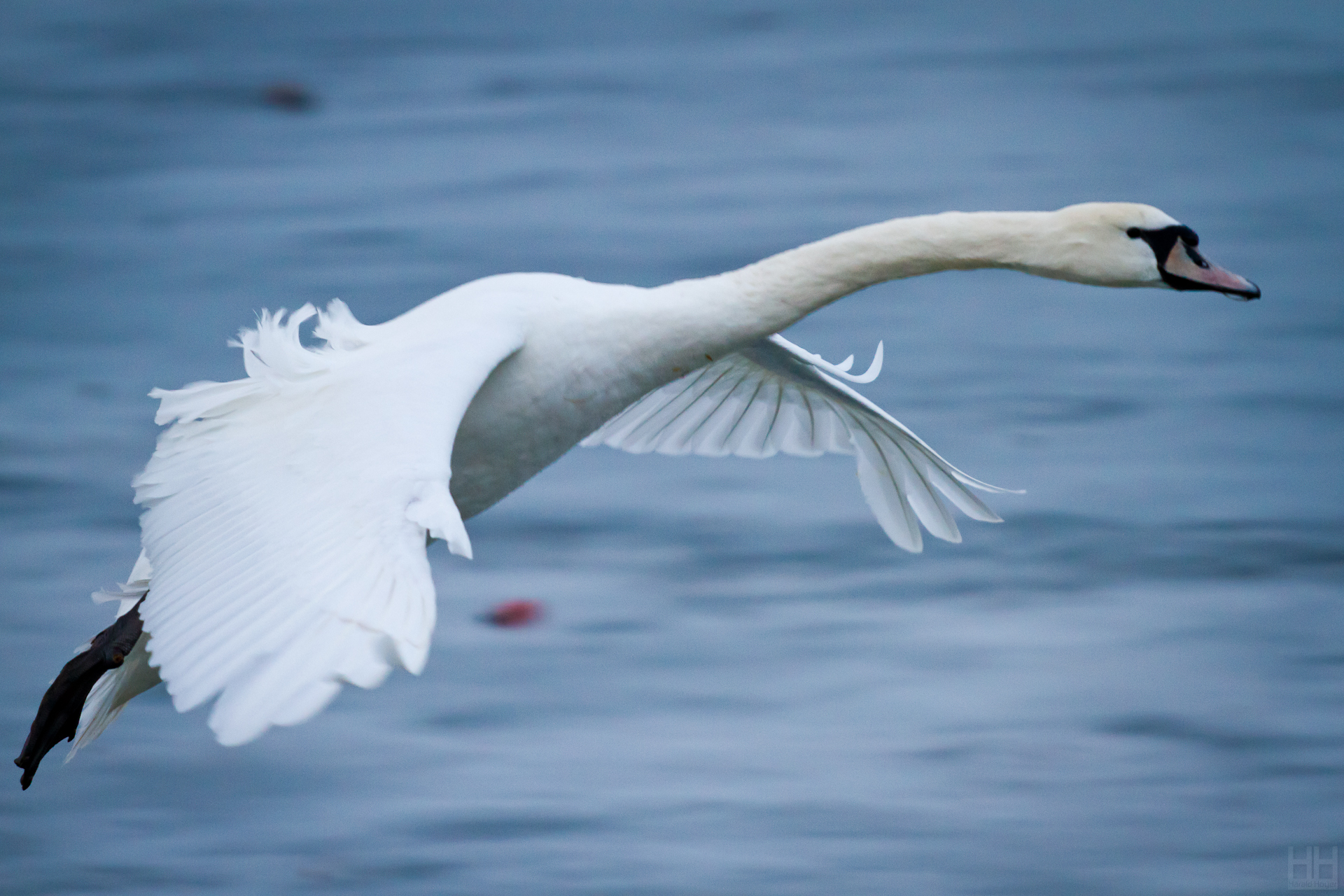
Cigno reale in procinto di ammarare
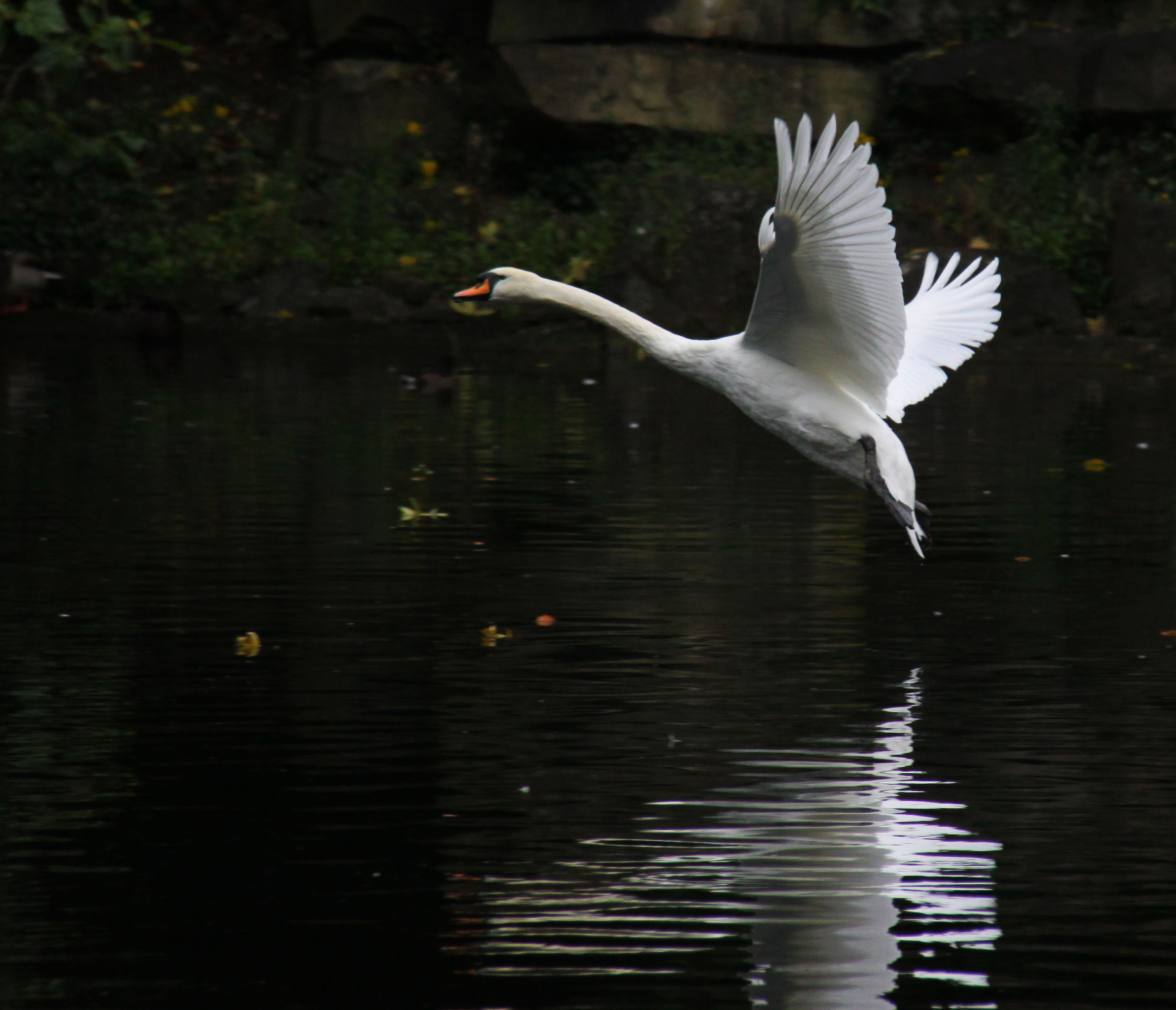
Cigno reale in procinto di ammarare
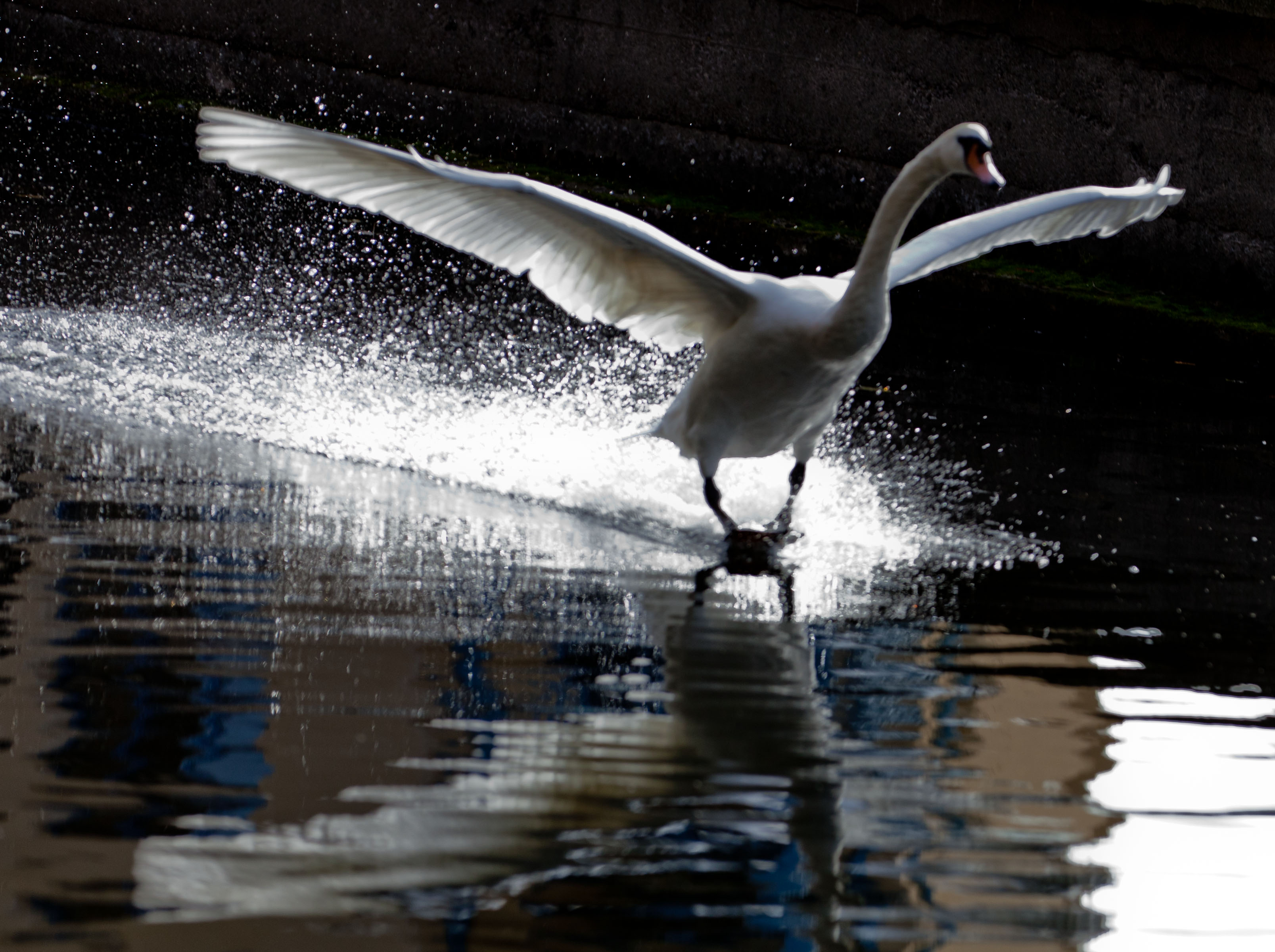
Ammaraggio di Cigno Reale
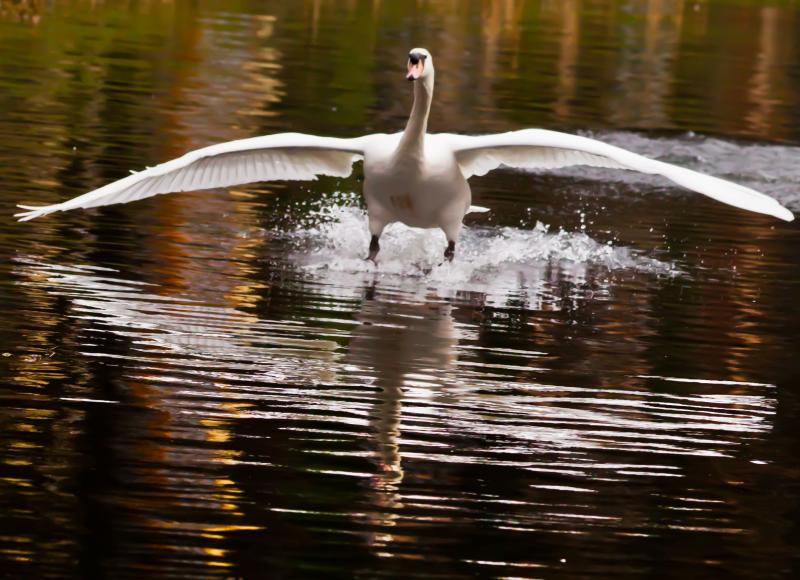
Ammaraggio di Cigno Reale
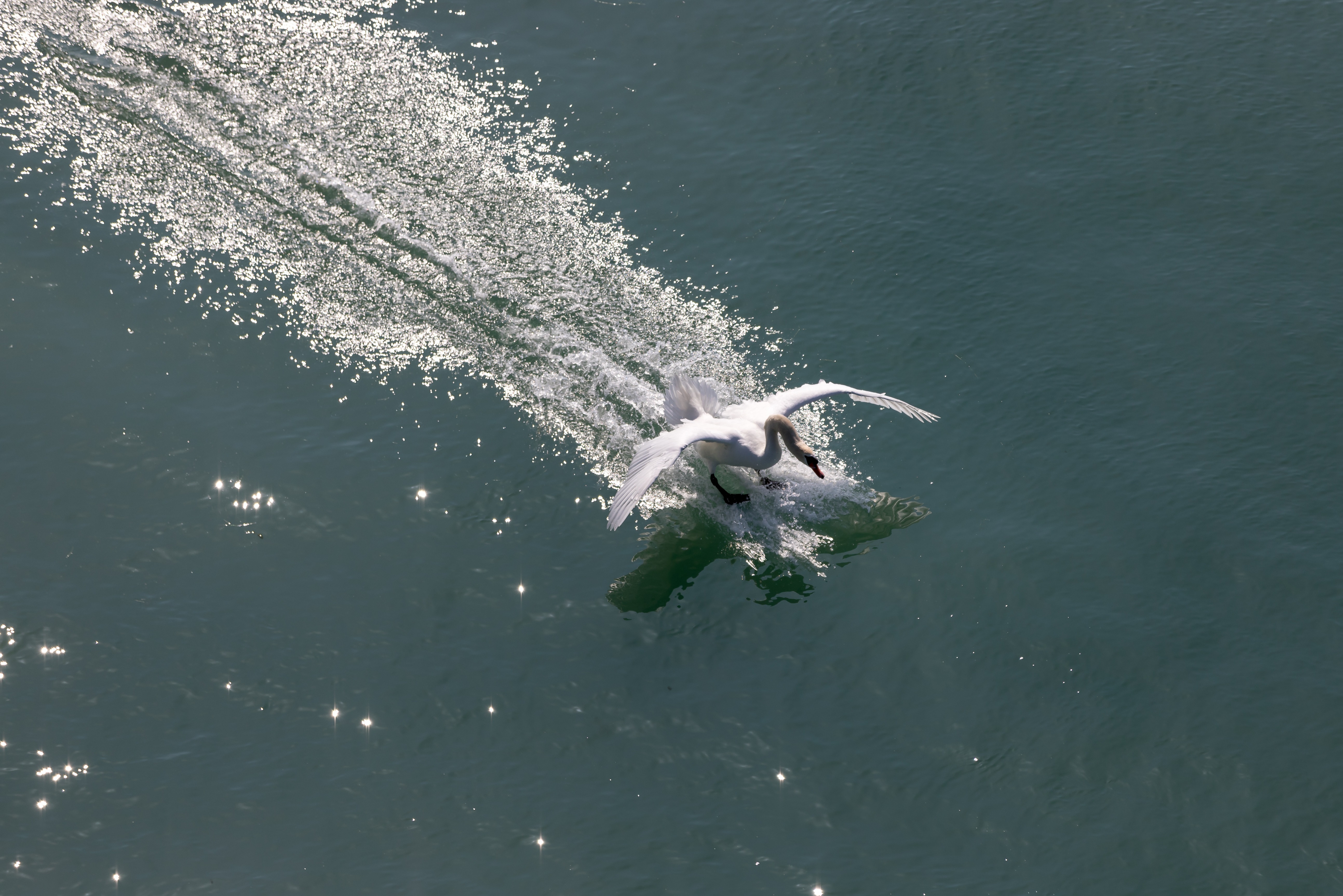
Cigno Reale nella fase finale dell'ammaraggio
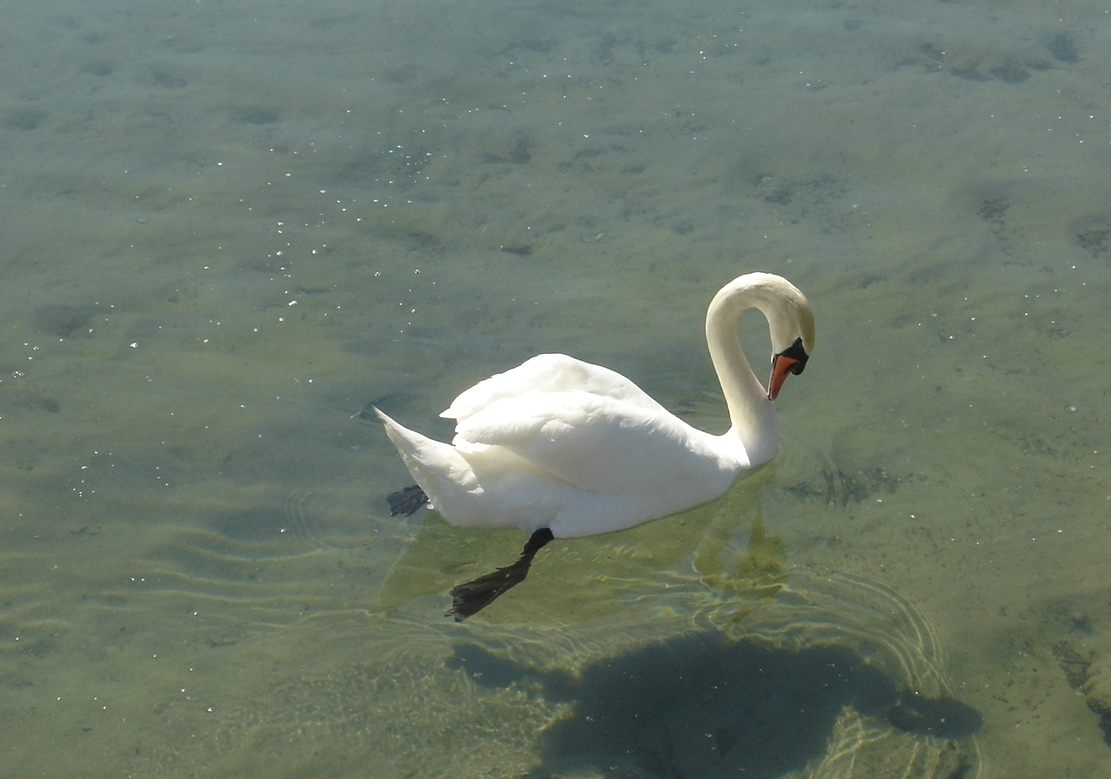
Un Cigno reale che galleggia sull'acqua limpida
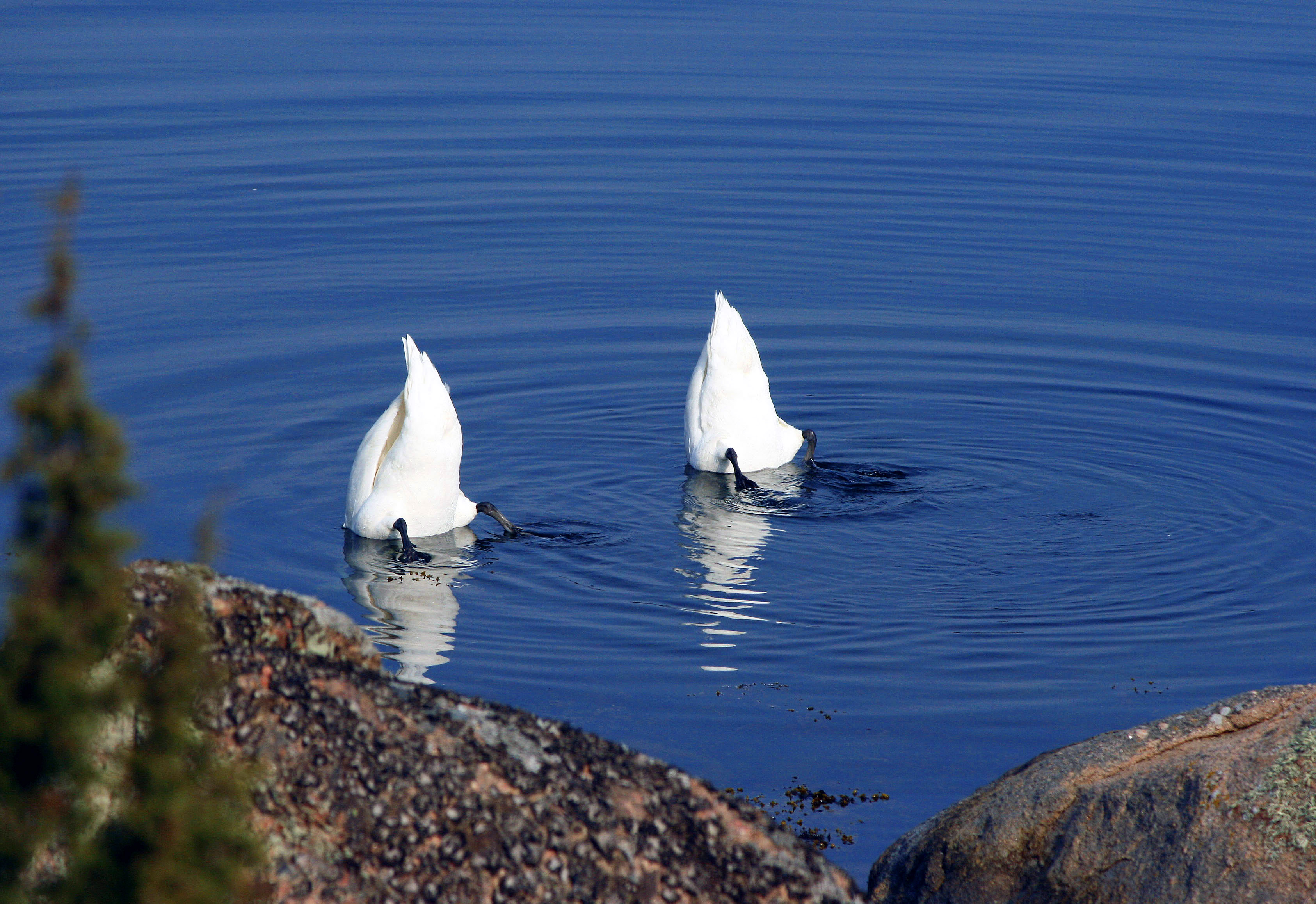
In cerca di cibo sott'acqua
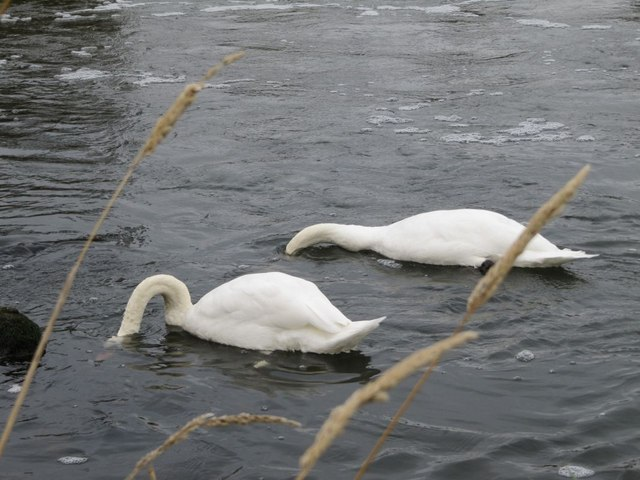
Coppia in cerca di cibo in acque basse
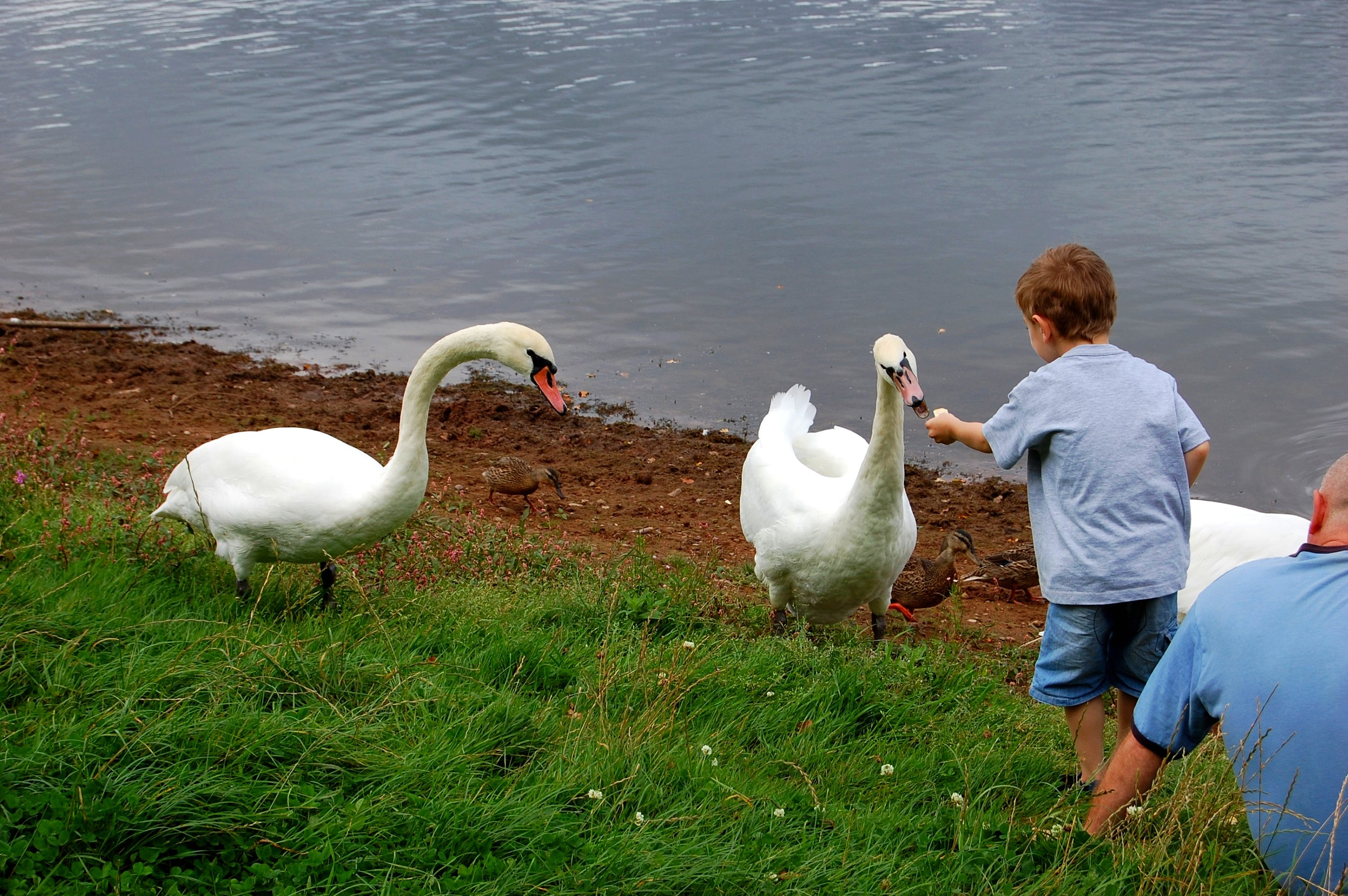
Esemplari abituati al contatto con l'uomo
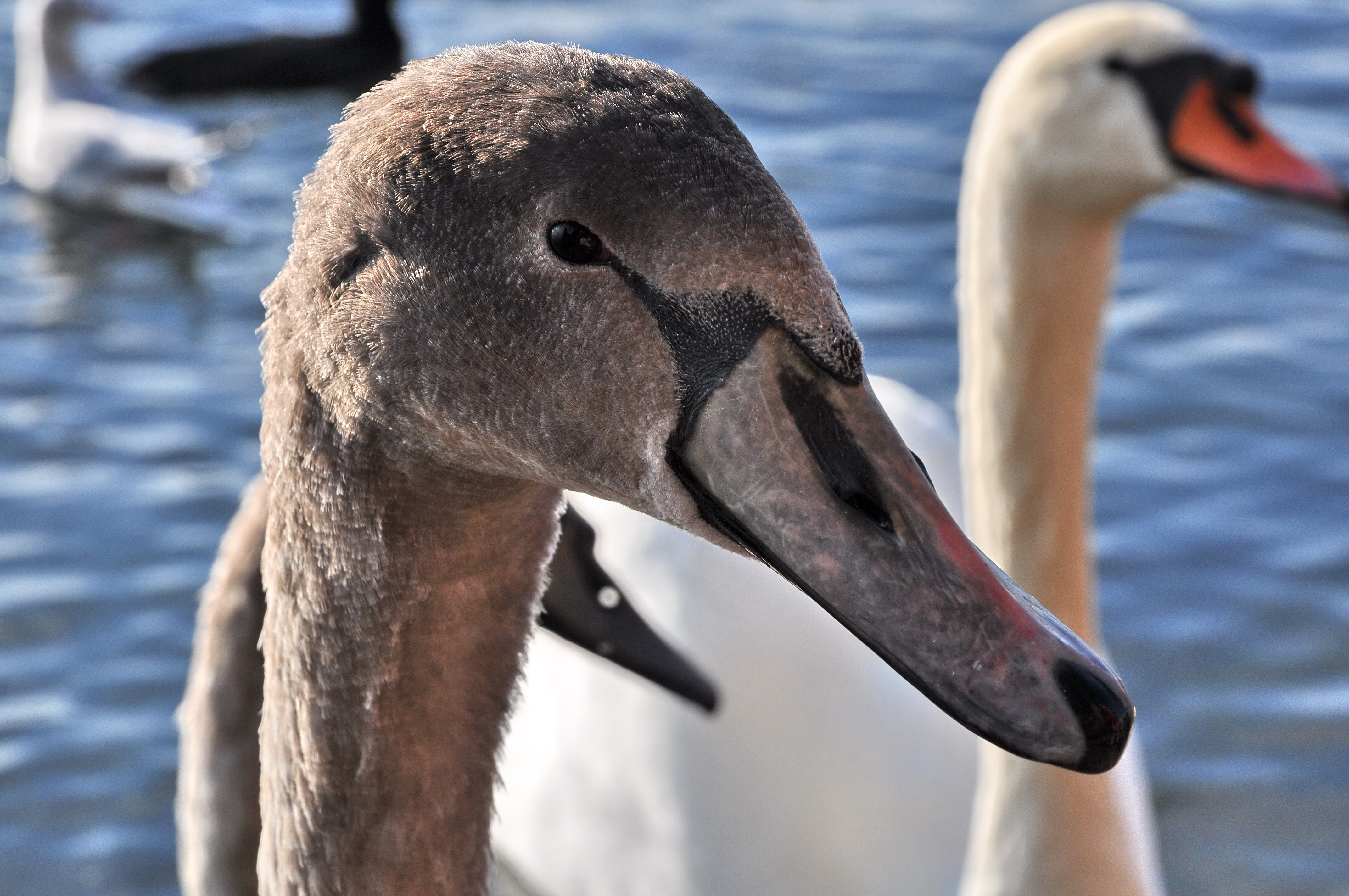
Primo piano di giovane Cigno Reale
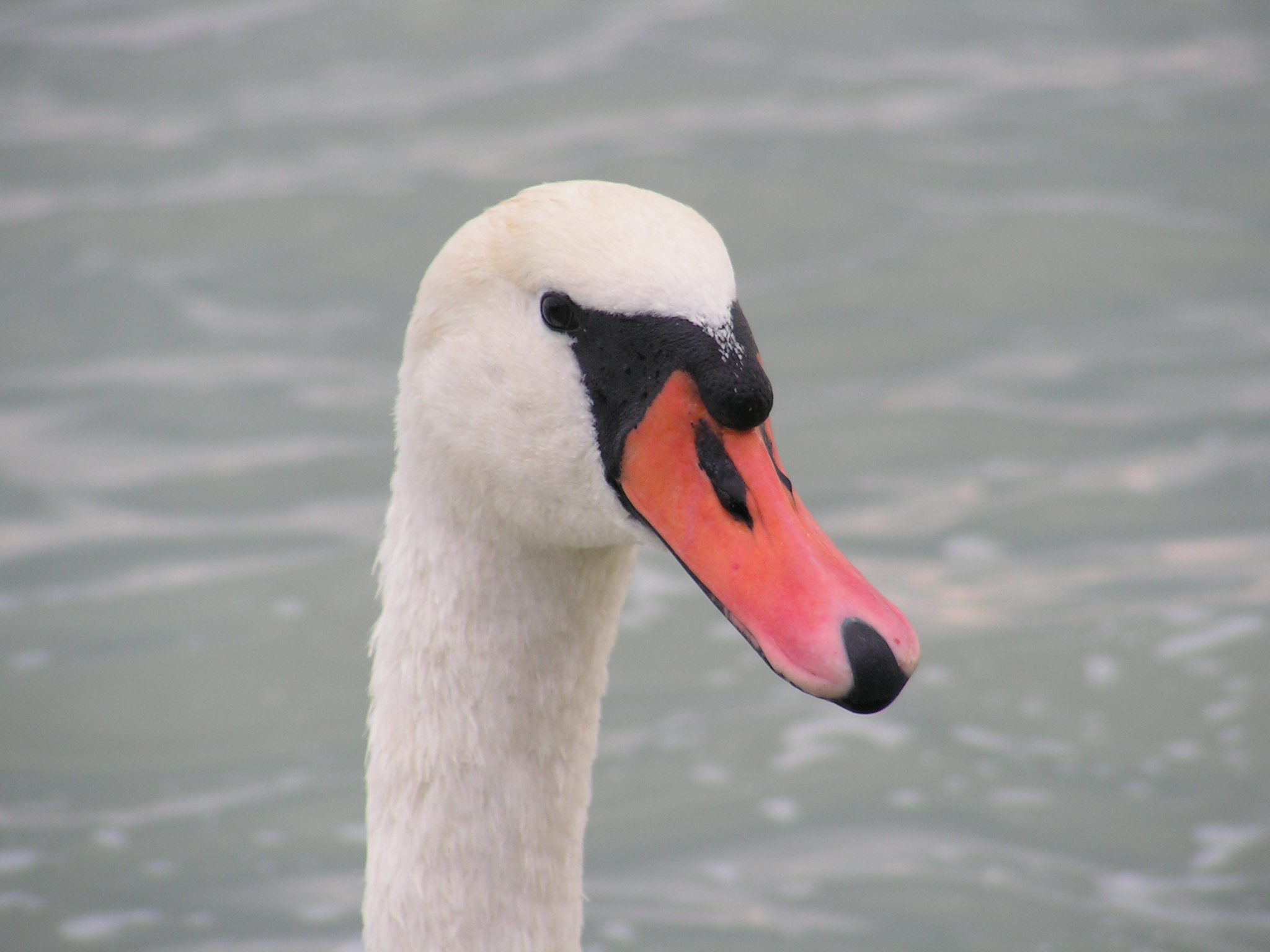
Primo piano
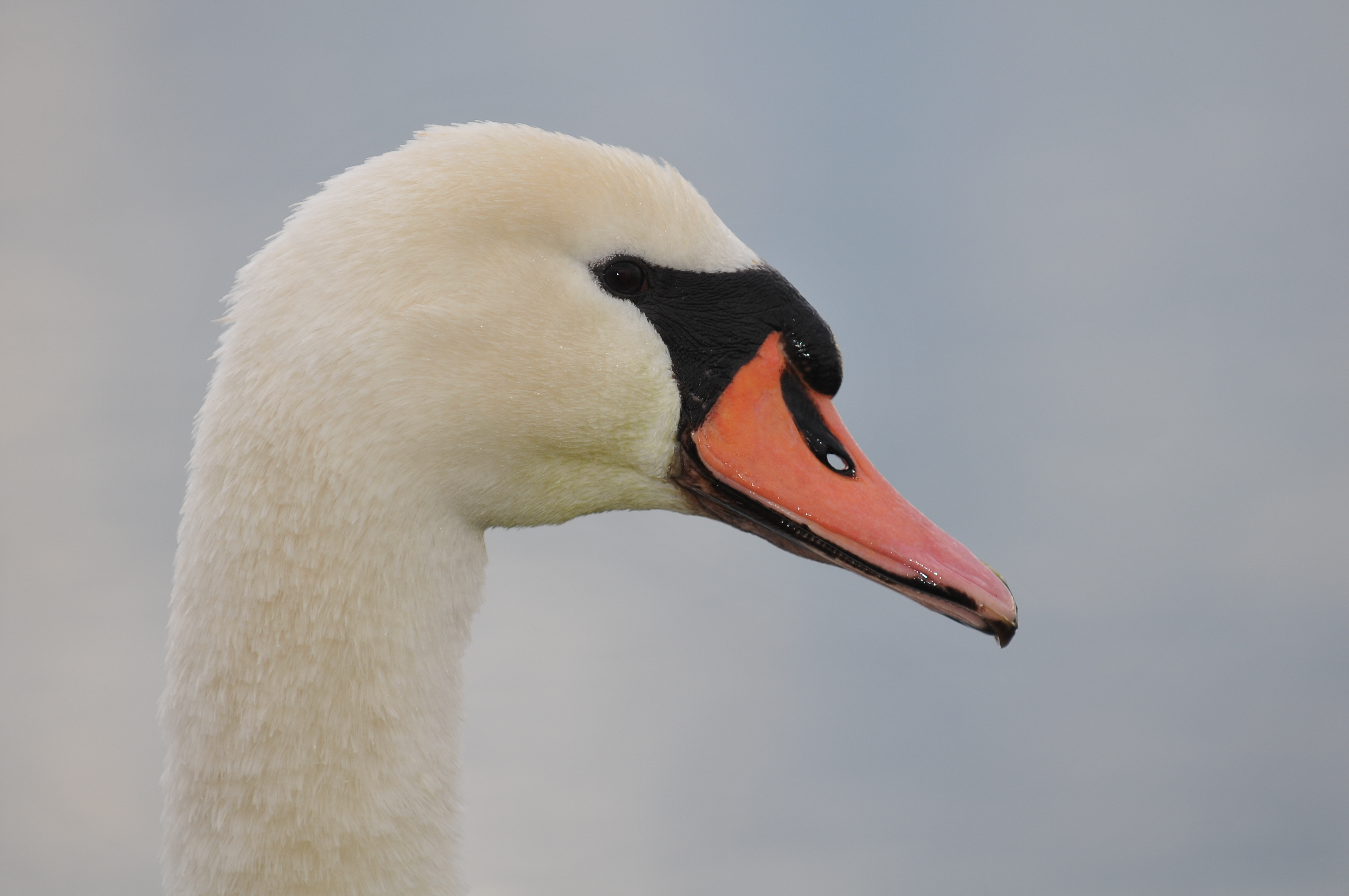
Primo piano
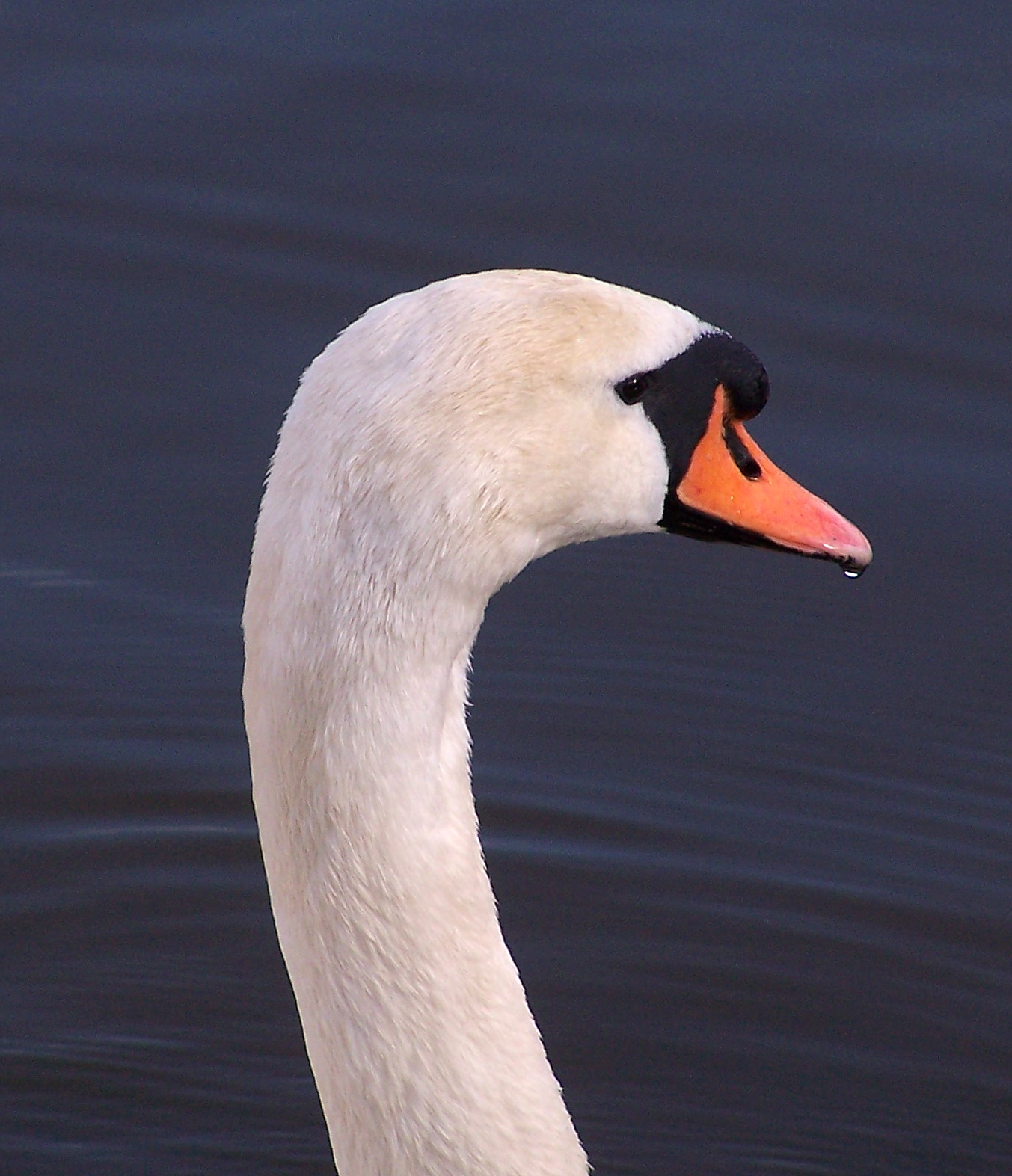
Primo piano
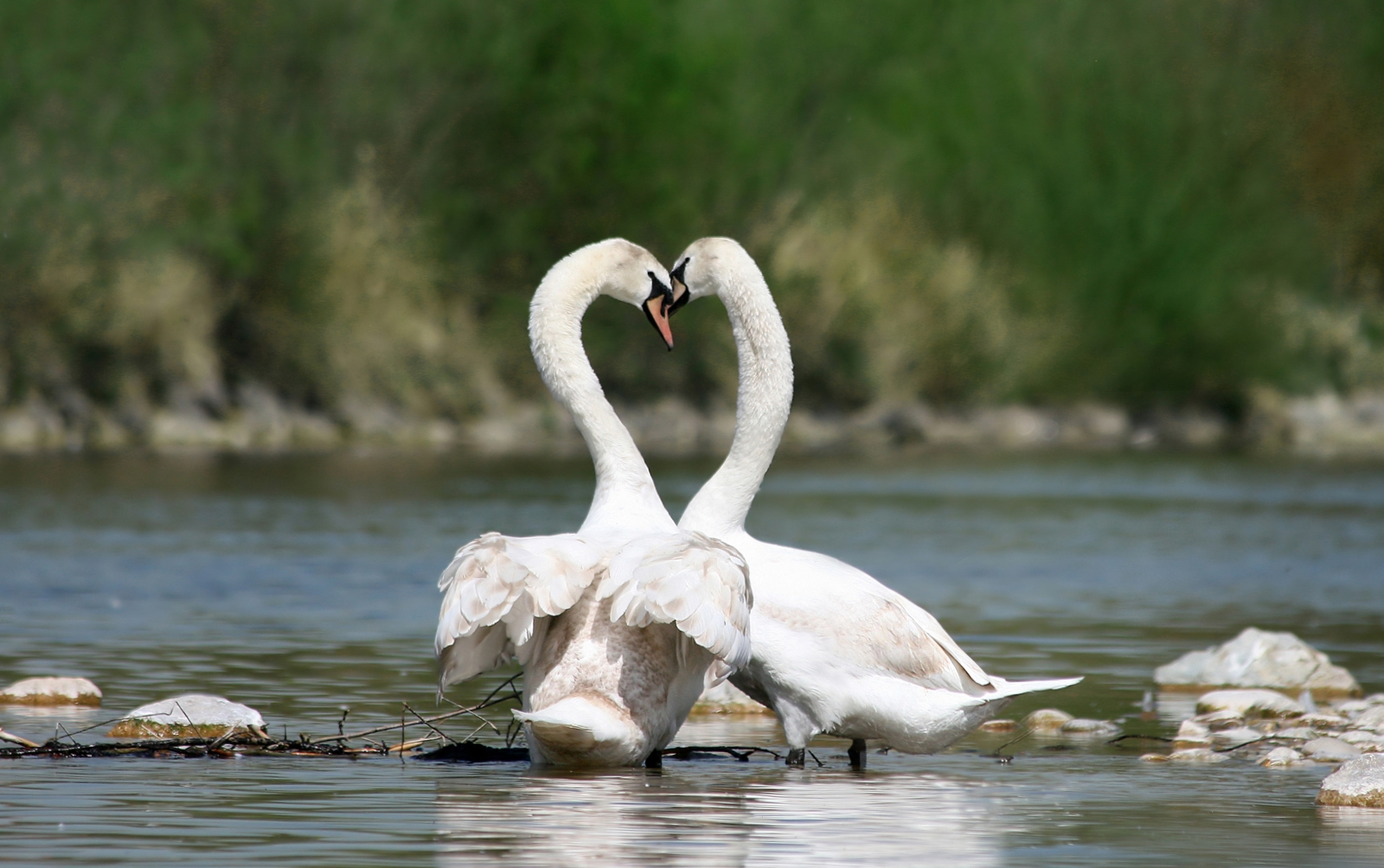
Cigni reali in amore
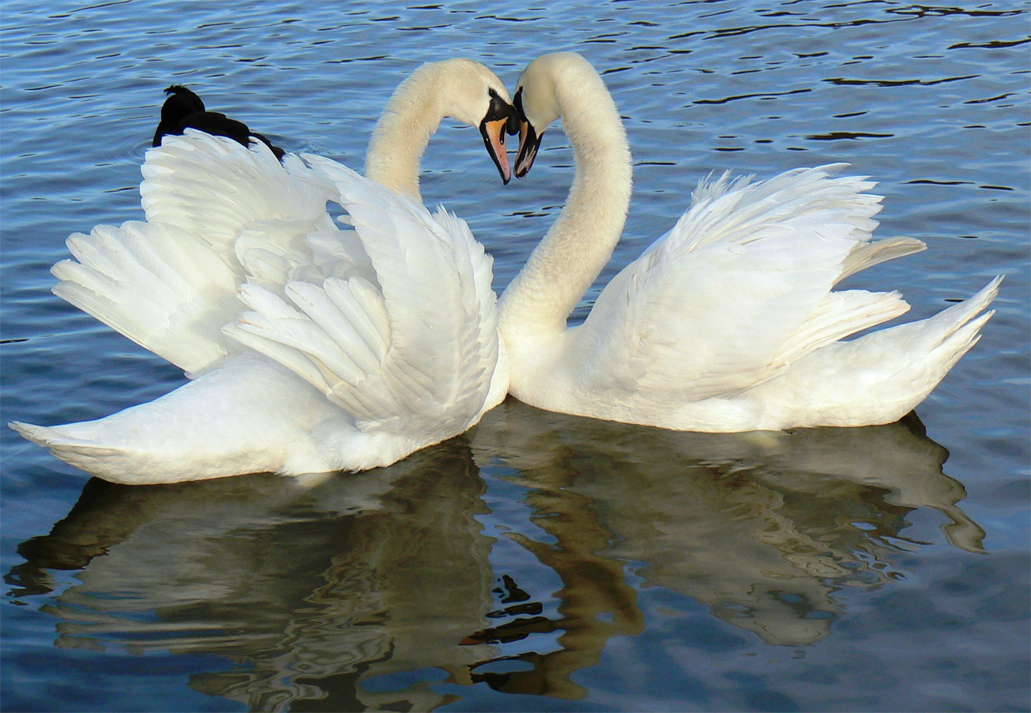
Cigni reali in amore
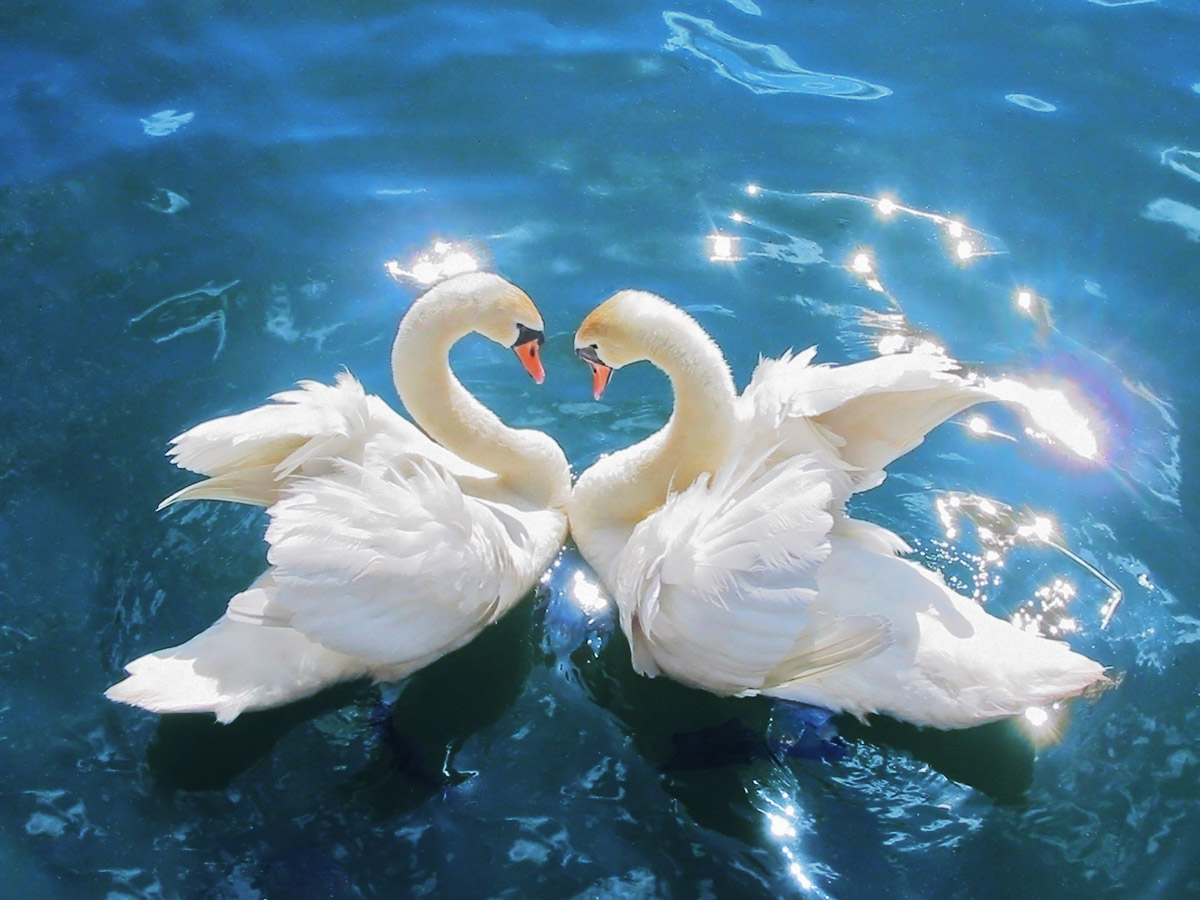
Cigni reali in amore
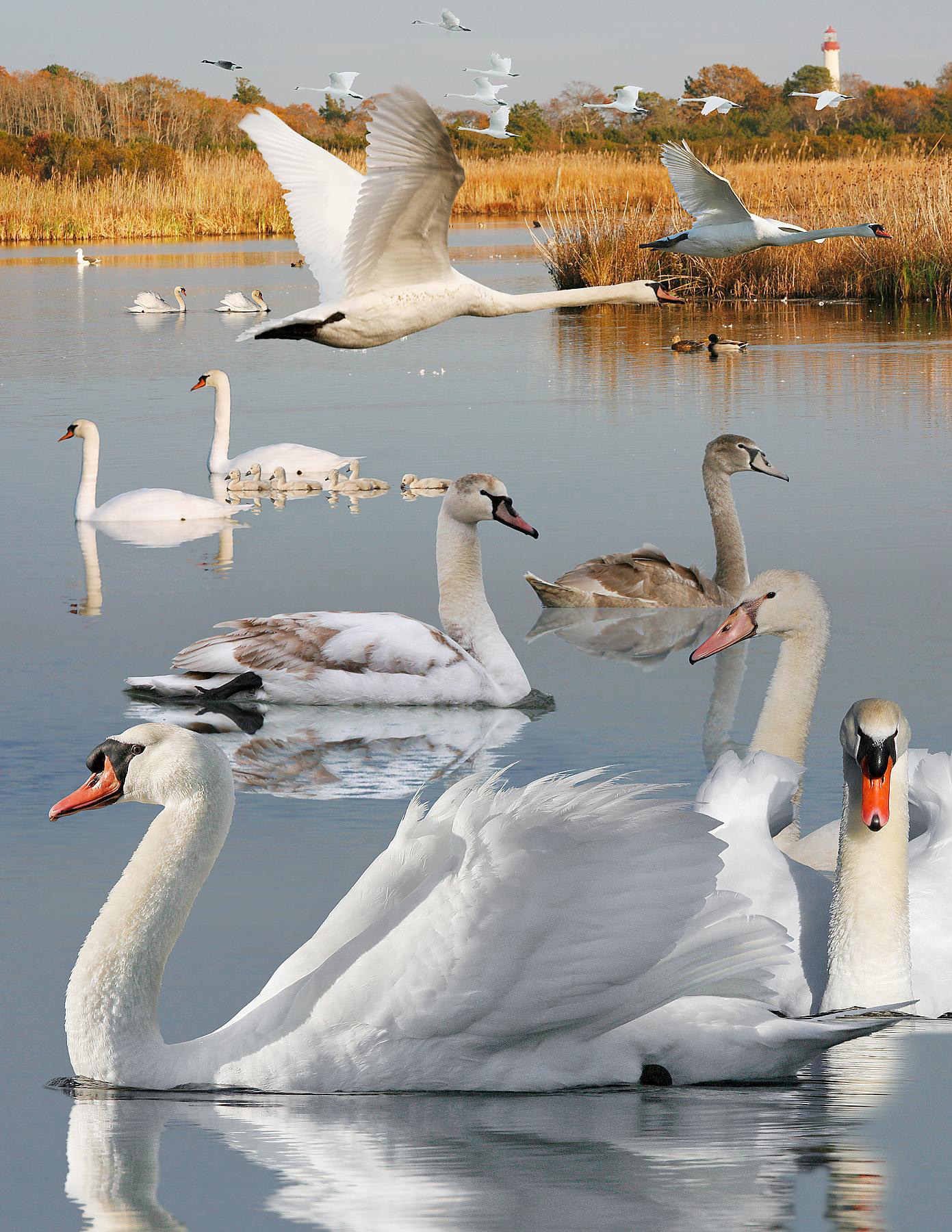
Collage con immagini di Cigno Reale